# بروجرد
بُروجِرد یکی از شهرهای غرب  ایران است. این شهر مرکز شهرستان بروجرد در استان لرستان و سی و نهمین شهر پرجمعیت ایران است.  شهر بروجرد در شمال دشت حاصلخیز سیلاخور قرار دارد و قله‌های مرتفع گرّین از مجموعه رشته‌کوه‌های زاگرس، شمال‌غربی تا جنوب‌شرقی آن را دربر گرفته‌اند. سراب‌های دائمی متعددی که از دامنه این کوه‌ها جاری هستند، در اقتصاد منطقه و توسعه شهر بروجرد نقش بسزایی دارند. بروجرد از گذشته‌های دور، دارای موقعیت ویژه ارتباطی بوده است و امروزه نیز قرارگیری این شهر بر سر شاهراه تهران–جنوب یکی از عوامل رونق اقتصادی آن به‌شمار می‌رود.
بروجرد در اواخر دوره ساسانیان یکی از شهرهای ناحیه پهله از سرزمین ماد بود. حموله، وزیر محلی آل ابی دلف از حکمرانان عباسی بین سال‌های ۲۱۰ تا ۲۵۸ هجری قمری در عمران بروجرد کوشید و در آن منبری برپا کرد. حسام‌السلطنه، شاهزاده قاجار و حاکم ولایت بروجرد و مضافات، در سال ۱۲۴۲ ه‍.ق حکومت ولایت لرستان و ولایت خوزستان را نیز به دست آورد و شهر بروجرد را حاکم‌نشین حکمرانی بروجرد، لرستان و خوزستان کرد.
جمعیت شهر بروجرد بر اساس سرشماری سال ۱۳۹۵ خورشیدی مرکز آمار ایران، ۲۳۴٬۹۹۷ نفر گزارش شده است. بروجردی، گویش رایج مردم این شهر است و لهجه های دیگری از لری و لکی نیز در این شهرستان رایج است. به دلیل فعالیت شرکت‌های مختلف پویانمایی در این شهر، بروجرد در سال ۱۳۸۹ به عنوان «پایتخت انیمیشن ایران»  انتخاب شد. شهرستان بروجرد با داشتن ۳۵۴ واحد صنعتی و معدنی ۳۴ درصد صنعت استان را به خود اختصاص داده و قطب صنعتی استان لرستان محسوب می‌شود. صنایع دستی متنوعی در بروجرد تولید می‌شوند و بروجرد به‌عنوان یکی از مهم‌ترین مراکز تولید صنایع‌دستی در کشور و استان شناخته می‌شود. در سال ۱۳۹۸ سازمان میراث فرهنگی این شهر را به عنوان شهر ملی ورشو به ثبت رساند.

## ریشه‌شناسی
گرد و کرد در اسامی شهرهای ایرانی به معنای شهر، آبادی و ساخته و اثر هستند. اشکانیان و ساسانیان شهرها را بیشتر با پسوند گرد می‌ساخته‌اند همانند سوسنگرد، دارابگرد و بروگرد (بروجرد). عده‌ای نام درست بروجرد را ویروگرد دانسته‌اند که به معنای شهر و ساخته ویرو شاهزاده اشکانی است. کوهی در غرب بروجرد با نام ولاش نیز یادآور نام شاهان اشکانی است. اما معتبرترین نوشته‌ها، بروجرد را پیروزگرد دانسته‌اند که آن را به پیروز ساسانی منتسب می‌کند. سعید نفیسی بروجرد را از شهرهای ساسانیان و اصل آن را بروگرد و ساخته از «بر» + «گرد» دانسته است که به معنای شهری است که گرد است و بر و میوه فراوان دارد. یزدگرد سوم پادشاه ساسانی پس از شکست از اعراب به منطقه بروجرد گریخت و سپاهیانش در آن محل بر او گرد آمدند و به این ترتیب نام این محل بَروگرد شد.
در کتاب‌های تاریخی از بروجرد با نام‌های گوناگون نام برده شده است مانند بَروجرد، فلوجرد، اردکرد، یزدگرد، ولوگرد. روحبخشان در کتاب «جغرافیای تاریخی بروجرد» بیش از سی مورد از صورت های مختلف نام این شهر را به تفصیل ذکر نموده است.
امروزه بروجرد در گویش بروجردی وُوری یرد vūriyerd و در لری خرم‌آبادی وُروگرد vorūgerd نامیده می‌شود. بروگرد borūgerd نام روستایی آن و نیز نام به کار رفته در نوشته‌های پارسی سره و بروجرد borūjerd نام رسمی این شهر است.

## القاب و توصیفات شهر

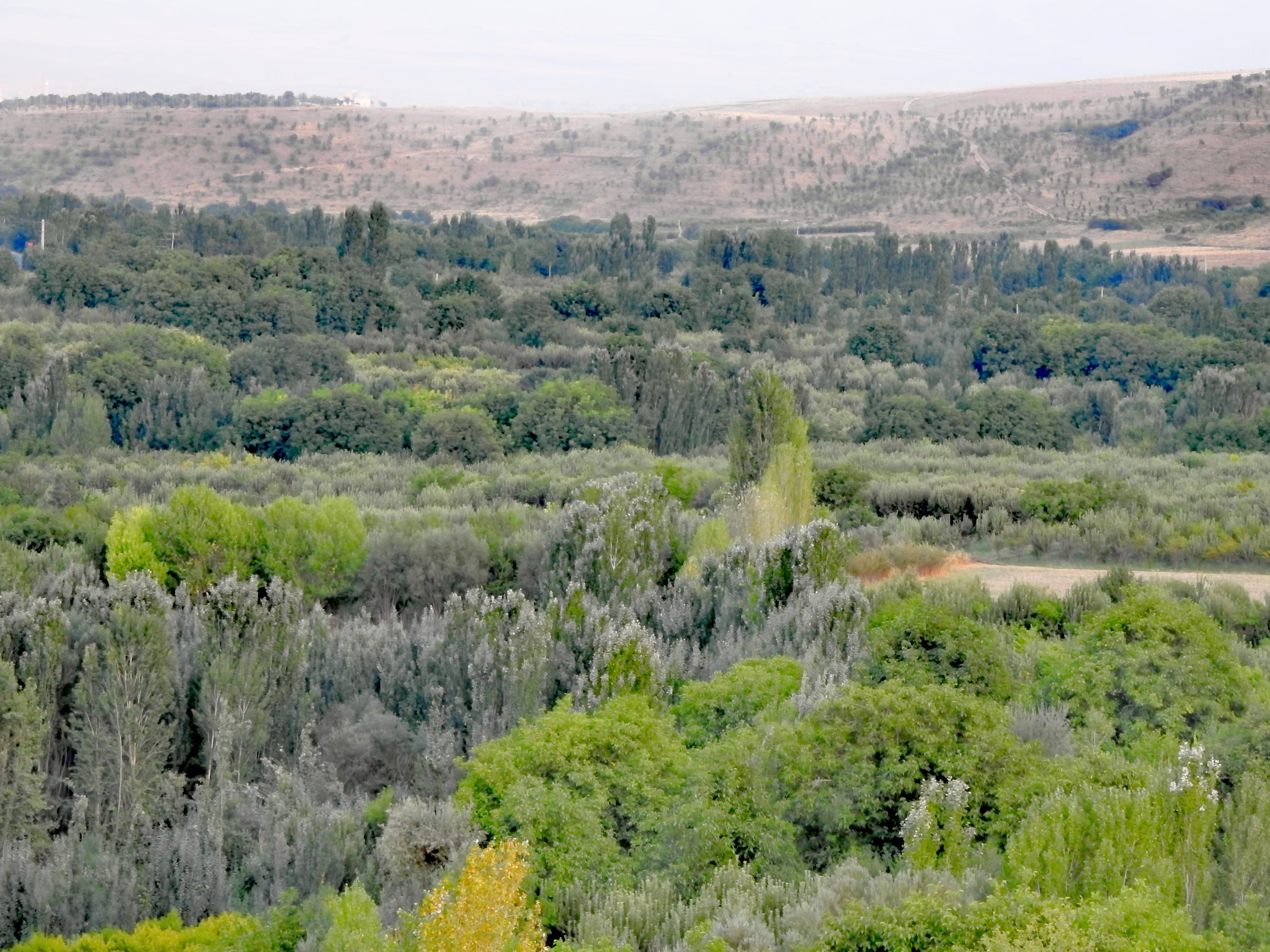

مسعود میرزا ظل‌السلطان از بروجرد با عنوان شهر سبز حضرت سلیمان یاد کرده است. به دلیل اینکه شجاع‌الدین لر مدتی در این شهر سکونت داشت لقب شهر شجاعان را به آن دادند.
محمدتقی‌خان حکیم به دلیل صفای شهر در فصل بهار از این شهر با دارالسرور نام برده است. همچنین لقب دیگری با نام دارالشوکه در پشت سکه‌های ضرب بروجرد در دوره قاجار دیده شده است.
بروجرد به دلیل داشتن محله‌ها و خانه‌های تاریخی متعدد، با عنوان دیار خانه‌های تاریخی هم شناخته می‌شود. همچنین با توجه معرفی چهره‌های سرشناس مذهبی، ادبی، علمی و هنری در دهه‌های اخیر، از این شهر با عنوان زادگاه فرزانگان (توسط دکتر یدالله گودرزی) نیز یاد می‌شود. همچنین در سالهای اخیر، همسو با چند شهر دیگر در ایران، از بروجرد نیز با عنوان پاریس کوچولو نام برده می‌شود.
میرزا حبیب قاآنی شاعر عصر ناصری در سال ۱۲۶۷ هجری قمری پس‌از سفری به بروجرد، آب‌وهوای این شهر را چنین وصف کرده است:
| گرچه سپاهان بهشت روی زمین است |  | لیک نیرزد به یک بهار بروجرد |

## پیشینه تاریخی

### آثار پیش از تاریخ

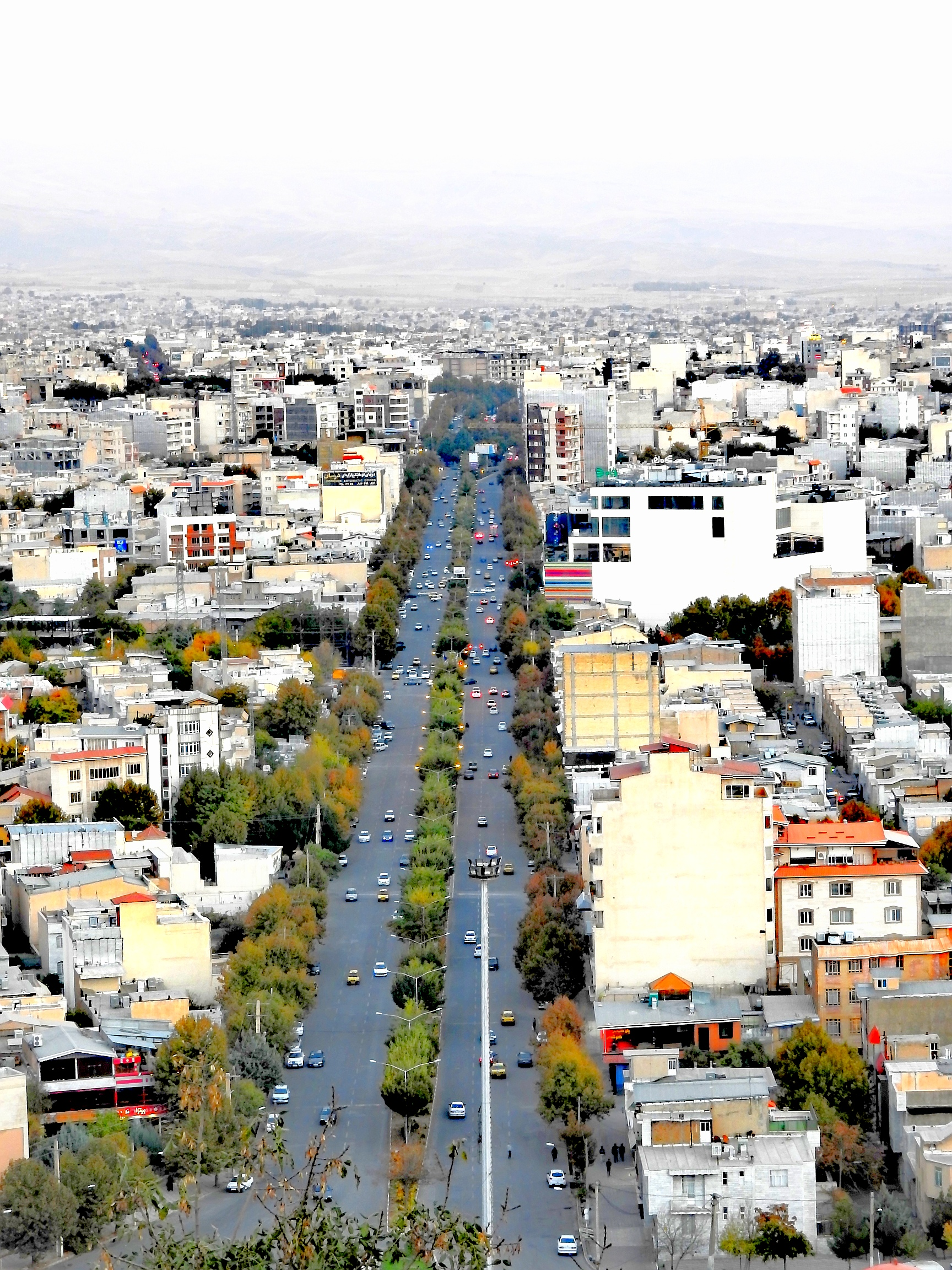

در ناحیه بروجرد به ویژه در دشت سیلاخور، تعداد زیادی تپه‌های باستانی و تاریخی وجود دارد که از دوره‌های پیش از تاریخ تا قرن معاصر آباد بوده‌اند. از نظر باستان‌شناسی، تپه قرق با قدمت عصر مس در دهستان شیروان، از مهم‌ترین تپه‌های باستانی شهرستان بروجرد است که تا پنج طبقه لایه برداری و مطالعه شده است. اشکال هندسی و رنگ اخرایی سفال‌های کشف شده قدمت آن را با تپه گیان و کوهدشت لرستان هم‌زمان می‌کند. در لایه‌های بیرونی، تک سفال‌هایی از دوره‌های بعدی از جمله اشکانیان هم در آن دیده می‌شود (ص. ۹). تپه قلعه رومیان نیز در سه کیلومتری جنوب بروجرد از تپه‌های مهم باستانی منطقه است که تا قرن نهم دارای اهمیت نظامی بوده است (همان).

### پیش از اسلام
شواهد و اشارات تاریخی حاکی است که بروجرد از شهرهای قبل از اسلام بوده و دلایل زبانشناسی نیز واژه بروجرد را با ترکیب دو جزء برو + گرد موجودیت این شهر را به پیش از اسلام می‌رساند زیرا که گرد در زبان‌های قدیمی ایران به معنای شهر می‌باشد. بروجرد از شهرهای باستانی ایران است که برخی ساخت آن را به منوچهر از سلسله پیشدادیان نسبت می‌دهند اما شواهد کافی در مورد شهر بودن آن تنها از دوران ساسانیان موجود است که بر اساس کتاب‌های تاریخی، بروجرد یکی از پایگاه‌های نظامی ایران به هنگام حمله اعراب و جنگ نهاوند بوده است. در گذشته بروجرد از شهرهای آباد و مهم بوده و گاه فرمان‌داری جداگانه و گاه مرکز استان لرستان و خوزستان بوده است.مینورسکی نام اصلی این شهر را ویروگرد و آن را منتسب به ویرو شاهزاده دوره اشکانی می‌داند.
در منطقه سیلاخور در دوره مادها و بعدها در دوره هخامنشیان قلعه‌های نظامی و ارتباطاتی متعددی وجود داشته است و یکی از آن‌ها هم قلعه بروجرد بوده است که با فاصله اندکی از قلعه‌های مشهور دیگر مانند قلعه رومیان قرار داشته است. ناحیه بروجرد و نهاوند در پایان دوره ساسانیان به دلیل حمله اعراب به ایران اهمیت نظامی و دفاعی ویژه‌ای داشتند و محل استقرار سپاهیان ایران بوده‌اند.
گروهی از کاسی‌ها در هزاره سوم پیش از میلاد در مناطق کوهستانی لرستان مستقر شدند. بروجرد به عنوان ناحیه واسط لرستان و همدان، ناحیه مرزی بین دو تمدن کاسی و ماد بوده است اما با قدرت گرفتن بیشتر مادها، بروجرد منطقه‌ای از سرزمین مادها به حساب می‌آمده است.
بروجرد و مناطق پیرامون آن از دوره مادها به این سو، به خاطر مراتع فراوان، پرورشگاه و مراکز تولید و چرای اسب بوده‌اند و از این جهت نیز برای حکومت‌ها اهمیت داشته‌اند.
اشکانیان در غرب ایران در ناحیه کرمانشاه، همدان و بروجرد شهرهایی ساختند و از میان قلعه‌های نظامی متعدد منطقه سیلاخور، قلعه بروجرد را مورد توجه ویژه قرار دادند و آن را به شهر تبدیل کردند. دلایل متعددی مبنی بر شکل‌گیری شهر بروجرد در دوره اشکانیان وجود دارد که می‌تواند از جنبه‌های زبانشناسی، قرائن تاریخی و نیز آثار باستانی منطقه به دست آید. در واقع، نخستین دوره رونق‌گیری بروجرد به عنوان یک شهر را باید در دوره اشکانیان جستجو کرد و پیش از آن، بروجرد بیشتر در قالب یک قلعه با اهمیت نظامی و ارتباطی بر سر راه هگمتانه مورد نظر بوده است. اشکانیان از پسوند کرد به معنی ساخته و گرد برای نامگذاری شهرها استفاده می‌کردند و به همین ترتیب نام این شهر را به افتخار ویرو شاهزاده اشکانی، ویروگرد نهادند. اُردکرد یکی از نام‌های تاریخی ثبت شده بروجرد است و این احتمال وجود دارد که اشکانیان نام اولیه شهر بروجرد را به افتخار اُرد اول یا ارد دوم پادشاهان اشکانی، اردکرد نهاده باشند.
در تقسیمات باستانی ایران، بروجرد و نهاوند دو نقطه شهری ماه نهاوند از توابع پهله از سرزمین ماد بودند. پهله یا پهلو نام سرزمینی وسیع در غرب ایران بوده است که بیشتر شهرها و نواحی زاگرس فعلی را فرا می‌گرفته است. ایالت پهله در زمان ساسانیان به این نام نهاده شده و پهلوی، به مردم، زبان و خط مربوط به پهله اشاره می‌کند. ماه نهاوند بخشی از سرزمین بزرگ پهله در غرب و مرکز ایران بوده است که بعدها به ماه بصره نیز شهرت یافته است. ابن الندیم از قول عبداﷲ بن المقفع آورده است که ماه نهاوند یکی از پنج ناحیه پهله (فهله) است (یادداشت‌های دهخدا). بروجرد و نهاوند دو قصبه یا نقطه شهری ماه نهاوند بوده‌اند.
رضا قلیخان هدایت در فرهنگ انجمن آرای ناصری نام اصلی شهر بروجرد را فیروزگرد دانسته و در توضیح آن نوشته است «شهریست از بناهای خسرو پرویز که اکنون به بروجرد شهرت دارد». پیروزگرد به معنای شهر فیروز از نام‌های ثبت شده بروجرد است که این شهر را منسوب به فیروز پادشاه ساسانی می‌کند.

### پس از اسلام

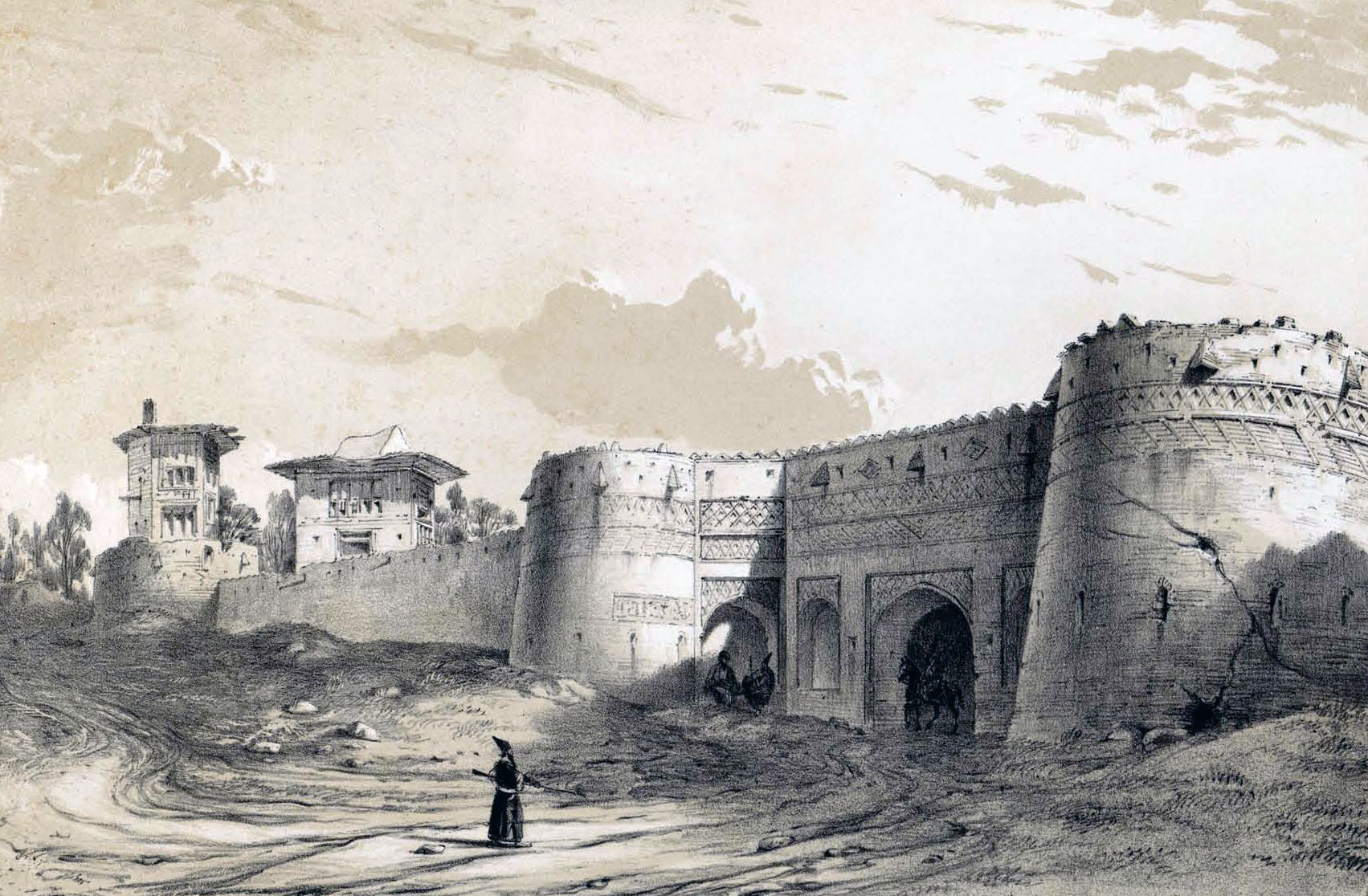
دروازه بروجرد اثر اوژن فلاندن، ۱۲۲۰ هجری شمسی

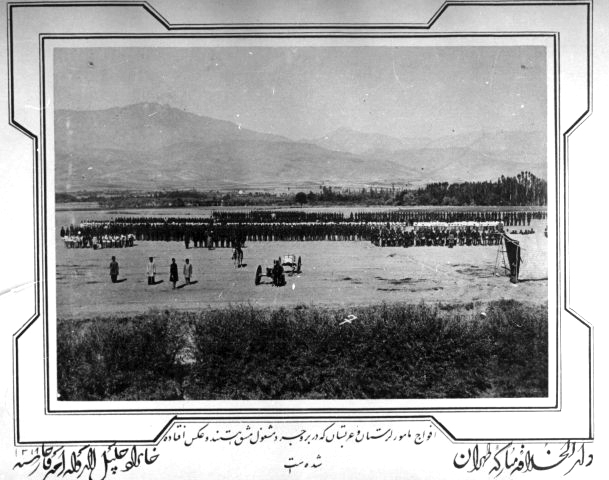
افواج لرستان و خوزستان در بروجرد، دوره قاجار.

در تقسیمات باستانی ایران، بروجرد به همراه نهاوند بخشی از دو نقطه شهری ماه نهاوند از توابع پهله از سرزمین ماد بوده است. حموله وزیر حکومت محلی آل ابی دلف از حکمرانان عرب خلفای عباسی که بین سال‌های ۲۱۰ تا ۲۵۸ هجری قمری در کرج ابی دلف ناحیه‌ای بین اراک و بروجرد امروزی (شهر آستانه از توابع شهرستان شازند) ساکن شده بودند، به بازسازی بروجرد پرداخت و در آن منبری برپا کرد. بروجرد بین قرن سوم تا ششم بخشی از ولایت جبال بود که مرکز آن ناحیه در دوره مذکور شهر کرج بود. کرج از بروجرد کوچکتر بود و و میوه و مایحتاج آن از بروجرد تأمین می‌شد.
مرداویج در سال ۳۱۶ قمری، بروجرد را به تصرف درآورد و سی و دو سال پس از آن حسنویه بر این شهر مسلط شد. حسنویه بن حسین کرد برزیکانی در سال ۳۴۸ ق. شهرهای غرب ایران از جمله نهاوند، شاپورخواست و بروجرد را فتح کرد و نخستین سکه در بروجرد در سال ۳۹۱ به نام حاکم بعدی آل حسنویه ابوالنجم بدر بن حسنویه ضرب شد.
در ۴۱۴ قمری، سماءالدوله دیلمی قصد بیرون کردن فرهاد بن مرداویج از این شهر را می‌کند اما با حمایت علاءالدوله دیلمی، ناکام می‌ماند. در سلجوقیان بروجرد شهری مهم محسوب می‌شده و اتفاقات متعددی در آن روی داده است که از جمله می‌توان به کشته شدن نظام‌الملک وزیر آلب ارسلان اشاره کرد. همچنین سلطان سلجوقی برکیارق (فرزند و جانشین ملکشاه سلجوقی) به هنگام سفر از اصفهان به بغداد در راه دچار بیماری می‌شود و در بروجرد می‌میرد. در مورد این که آرامگاه وی بقعه زواری‌جان در شمال شهر بروجرد است یا این که در اصفهان به خاک سپرده شده اختلاف نظر وجود دارد.
شهر بروجرد در طول دوره حاکمیت اتابکان لر، معمولاً به عنوان بخشی از عراق عجم شناخته می‌شده است. اما در در قرن هشتم هجری، تحت تسلط و نفوذ اتابکان لر کوچک قرار گرفته و در همین دوران از بروجرد به عنوان یکی از شهرهای لر کوچک نام برده شده است. در سال ۷۹۰ هجری، عزالدین بن شجاع‌الدین محمود از حاکمان لر کوچک در قلعه رومیان بروجرد مستقر بوده است.

در زمان خوارزمشاهیان بروجرد شهری خرم و آباد و دارای مرکزیت دینی با علمای فراوان بوده است. در سال ۶۱۷ قمری و به هنگام فرمانروایی در حمله مغولان به بروجرد، مردم این شهر قتل‌عام شدند. همچنین سلطان محمد خوارزمشاه به حوالی بروجرد گریخت.
در سال ۷۹۰ هجری، امیر تیمور گورکانی که پیش‌تر بروجرد و خرم‌آباد را به تصرف درآورده بود، عزالدین بن شجاع الدین محمود از حاکمان لر کوچک را که در قلعه رومیان بروجرد قرار داشت، به سوی سمرقند روانه کرد تیمور در سال ۸۰۵ هجری و در زمان حرکت به سوی گرجستان، به امیرزاده رستم از فرماندهان خود دستور داد تا به بروجرد برود و قلعه رومیان را بازسازی کند.

از قرن دهم و هم‌زمان با دوره صفویه در بیشتر زمان‌ها  ولایت بروجرد به صورت مستقل اداره می‌شده است و شامل بروجرد و جاپلق بوده است. این ترتیب تا دوره پهلوی اول ادامه داشت. در اواخر قرن دهم و اوایل قرن یازدهم هجری و هم‌زمان با حکومت صفویان، لشکریان عثمانی (رومی) به مناطق غربی ایران حمله‌های متعددی کردند و بخش‌هایی از این مناطق را به اشغال خود درآوردند و ایرانیان را در حوالی بروجرد شکست دادند. در سال ۹۹۷ هجری، سپاه ایران به فرماندهی قورخمس‌خان شاملو در حوالی بروجرد از قشون عثمانی شکست خورد.

### تاریخ معاصر بروجرد

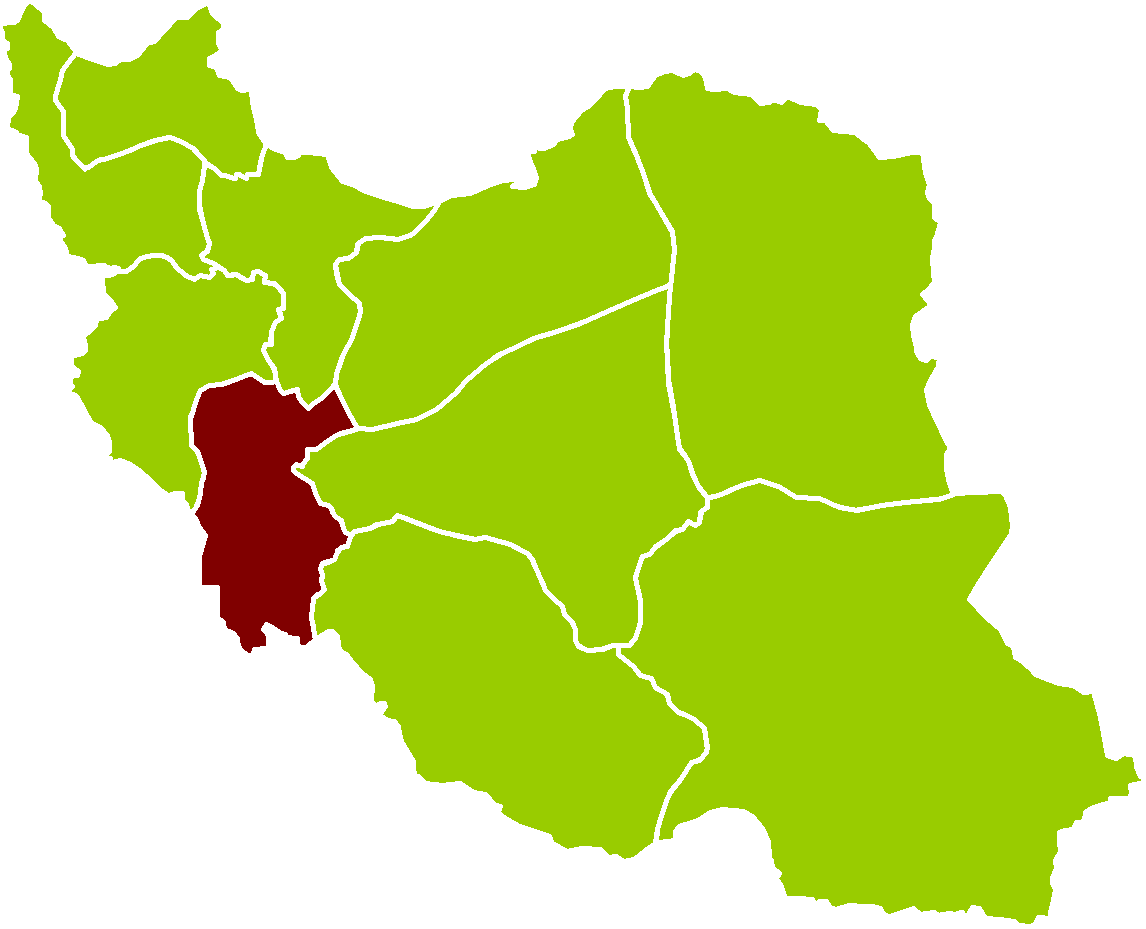
استان ششم

بروجرد در دوره قاجاریان به صورت یک ولایت مستقل یا با عنوان ولایت بروجرد و لرستان اداره می‌شد. حسام‌السلطنه فرزند فتحعلی‌شاه در ۱۲۴۲ ه‍.ق حکمرانی بروجرد، لرستان و خوزستان را به دست آورد و بروجرد را مرکز حکمرانی خود قرار داد. پس از وی، در سال در سال ۱۳۱۸ ه‍.ق حکمرانی بروجرد، لرستان، خوزستان و بختیاری و ایلات و قشون مناطق مذکور به ابوالفتح میرزا سالارالدوله سپرده شد.
بر اساس قانون تقسیمات کشوری مصوب ۱۶ آبان ۱۳۱۶، بروجرد در کنار مناطق دیگر از جمله همدان، ملایر، لرستان، خوزستان و کوه گیلویه، یکی از ۱۲ شهرستان «استان غرب» را تشکیل می‌داد. اما پس از تغییر قانون در تاریخ ۳ بهمن ۱۳۱۶ تعداد استان‌های ایران از شش استان به ده استان تغییر یافت و بروجرد در کنار شهرهایی مانند خرم‌آباد، اهواز، دزفول و آبادان در استان ششم قرار گرفت. بروجرد براساس قانون تقسیمات کشوری مصوب ۱۳۲۶ ه‍.ش به عنوان یکی از شهرستان‌ها در استان ششم کشور قرار گرفت که در سال ۱۳۲۸ ه‍.ش به شهرستان ارتقاء یافت. اداره بلدیه (شهرداری) در سال ۱۳۱۴ در بروجرد تأسیس شد و محمدعلی احتشامی نخستین شهردار بروجرد شد.
در زمان جنگ ایران و عراق بروجرد پذیرای جمعیت زیادی از جنگ‌زدگان خوزستانی شد و همچنین بارها مورد بمباران هوایی قرار گرفت. در مجموع، شهر بروجرد ۵۱ بار مورد حمله هوایی موشکی قرار گرفت.
در یکی از این بمباران‌ها که در روز ۲۰ دی ۱۳۶۵ روی داد، هواپیمای عراقی دو مدرسه شهید فیاض‌بخش و امام حسن مجتبی در محله ابراهیم‌آباد این شهر را بمباران کردند که منجر به کشته شدن ۶۰ دانش آموز شد. با وجودی که استان لرستان و شهر بروجرد در جنگ ۸ ساله بارها مورد حملات هوایی و موشکی عراق قرار گرفتند بعد از اتمام جنگ هیچ گونه اعتباری مبنی بر مناطق جنگ زده دریافت نکردند.

## آثار تاریخی
بافت تاریخی بروجرد بخش بزرگی از این شهر را تشکیل می‌دهد و بناهای تاریخی قابل توجهی مانند امامزاده جعفر، مسجد جامع بروجرد و مسجد سلطانی در این بافت قرار گرفته‌اند که قدمت برخی از آن‌ها به بیش از هزار سال می‌رسد. بازار قدیمی بروجرد و چندین کاروانسرای تاریخی نیز در همین منطقه قرار گرفته‌اند. برخی دیگر بناهای تاریخی در بافت قدیمی بروجرد عبارت‌اند از:
- مسجد رنگینه از دوره زندیان
- مسجد قلعه از دوره قاجار
- امامزاده قاسم
- بازار بروجرد
- پل قلعه حاتم
- قلعه یزدگرد از دوره ساسانی
- سرای یوسفیه
- روستای گلزرد
- تپه گردشگری چغا
- تپه پیر نوح روستای خشتیانک
- محوطه‌های تاریخی اشترینان و منطقه چال گودرزی
- تپه حسین‌آباد کرکیخان
- سنگ نگاره‌های تاریخی روستای کرکیخان

## خانه‌های تاریخی
در مطالعه ای که بین سال ۱۳۷۰ تا ۱۳۷۱ صورت گرفت، بیش از ۲۰۰ خانه تاریخی در سطح شهر بروجرد شناسایی شد. طی سال‌های بعد به دلایل مختلف از جمله زمین‌لرزه ۱۳۸۵، تعداد زیادی از این خانه‌ها ویران شدند. تا سال ۱۳۹۵، تعداد این خانه‌ها به حدود ۴۰ خانه تاریخی رسیده است که ۱۸ مورد از آن‌ها به ثبت ملی رسیده‌اند. قدیمی‌ترین خانه تاریخی بروجرد، خانه حاتمی در خیابان بحرالعلوم است که بنای آن به پیش از دوره زندیه می‌رسد.
نمونه‌هایی از خانه‌های تاریخی بروجرد عبارتند از:
- خانه بیرجندی
- خانه افتخارالاسلام طباطبایی
- خانه کمال‌الدین نبوی طباطبائی
- خانه سلطانی
- خانه هجری
- خانه مصری
- خانه حاج سیدغفور بریده پز
- خانه همایونی
- خانه گودرزی
- خانه صدرزاده نبوی طباطبایی
- خانه آیت‌الله بروجردی

## جغرافیا
بروجرد در دامنهٔ بلندترین دیوارهٔ زاگرس در ارتفاع ۱۵۵۰ تا ۱۵۷۱ متری از سطح دریا و در ۳۳/۹ درجه شمالی و ۴۸/۸ درجه شرقی واقع می‌باشد. بلندترین نقطه شهرستان بروجرد، در رشته‌کوه گرین با ارتفاع ۳۶۲۳ متر در غرب شهر بروجرد و پست‌ترین ناحیه آن، در دشت سیلاخور با ارتفاع تقریبی ۱۵۰۰ متر قرار دارد. شهر بروجرد بر کوهپایه‌های زاگرس و در دشت سیلاخور قرار گرفته و از سه جهت شرق، شمال و غرب به کوه ختم می‌شود. قله کوه ولاش با ارتفاع ۳۶۲۳ متر در غرب بروجرد، برنجه با ۳۵۸۵ متر و کوه میش پرور ۳۵۰۰ متر در جنوب غربی بروجرد قرار دارد. قلل دیگر شامل هجده یال با ۳۴۸۷ متر، هیگره با ۳۴۰۰ متر، برف هل با ۳۱۵۰ متر، پیازکاران نیز ۳۱۵۰ متر، سه کوزان (سه قوزان) با ۳۴۴۰ متر، چارشاخ با ۳۳۷۸ متر و شیر برفی با ۳۱۸۸ متر ارتفاع از دیگر ارتفاعات بروجرد می‌باشند. قله شیرمرد با ۲۹۰۰ متر، شانشین با ۲۹۴۴ متر، باغ بیرم با ۲۴۴۰ متر ارتفاع از دیگر قلل مرتفع شهرستان بروجرد می‌باشند. تنها در جهت جنوب و جنوب شرقی است که دشت وسیع سیلاخور قرار گرفته است. این شهر و مناطق پیرامون آن به دلیل قرارگیری بر روی گسل سراسری زاگرس، زلزله خیز هستند.

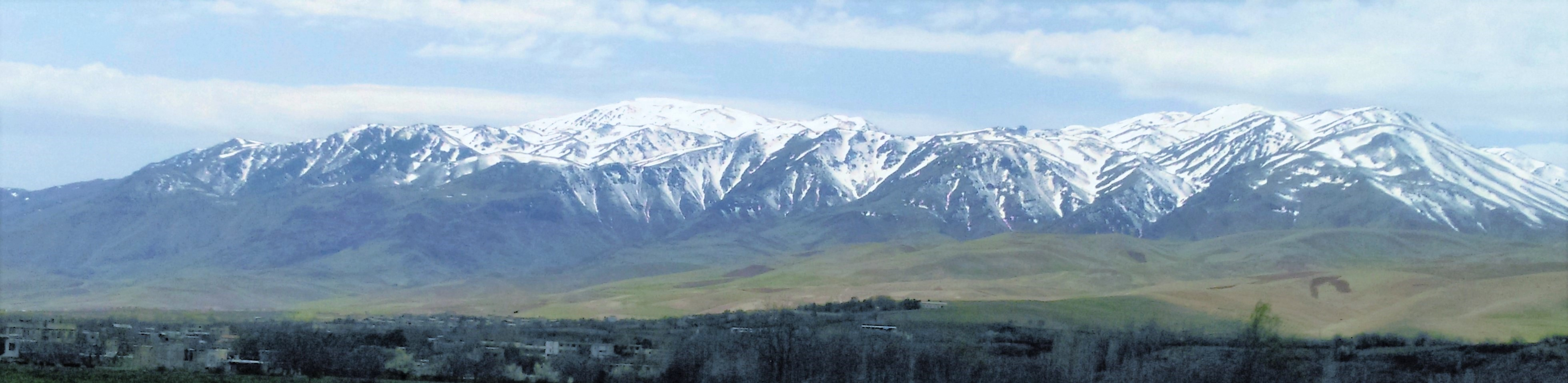
قله شیربرفی در جنوب غربی بروجرد

### اقلیم
بروجرد دارای آب و هوای سرد کوهستانی با زمستان‌های پر باران و برف و سرد و تابستان‌های معتدل است. تعداد روزهای یخبندان در برخی از نقاط این ناحیه به بیش از ۷۰ روز می‌رسد. در ۴۰ سال پیش، روزهای یخبندان بروجرد، ۱۰۰ روز بوده است. بیشترین درجه حرارت در تابستان‌ها ۳۸ درجه و کم‌ترین آن در زمستان ۱۸ درجه زیر صفر برآورد شده که در برخی سال‌های سخت، تا ۳۵ درجه زیر صفر نیز رسیده است. میزان باران سالیانه شهرستان بروجرد حدود ۵۰۰ میلی‌متر است که یک چهارم آن در فصل بهار انجام می‌گیرد و میانگین دمای سالانه ۱۴/۶ است. در زمستان بارش‌ها بیشتر به صورت برف است. میانگین دراز مدت بارش سالانه در ایستگاه هواشناسی شهر بروجرد ۴۵۹ میلی‌متر بوده است اما در سال آبی ۹۲–۹۳ میزان بارندگی سالانه ثبت شده این شهر به ۴۸۱٫۵ میلی‌متر رسیده که نسبت به متوسط درازمدت این منطقه از ۴٫۹ درصد افزایش برخوردار بوده است. در سال ۱۳۹۵ این رقم به ۶۵۰ میلی‌متر رسید. به باور بسیاری از کارشناسان آب و هوای شهرستان بروجرد، اقلیم این شهرستان و طول و عرض جغرافیایی آن هم عرض بسیاری از نقاط کشورهای اروپایی است.
بروجرد از شمال با شهرهای ملایر و نهاوند، از شرق با شازند و اراک، از غرب با الشتر و از جنوب با خرم‌آباد و دورود همسایه است.

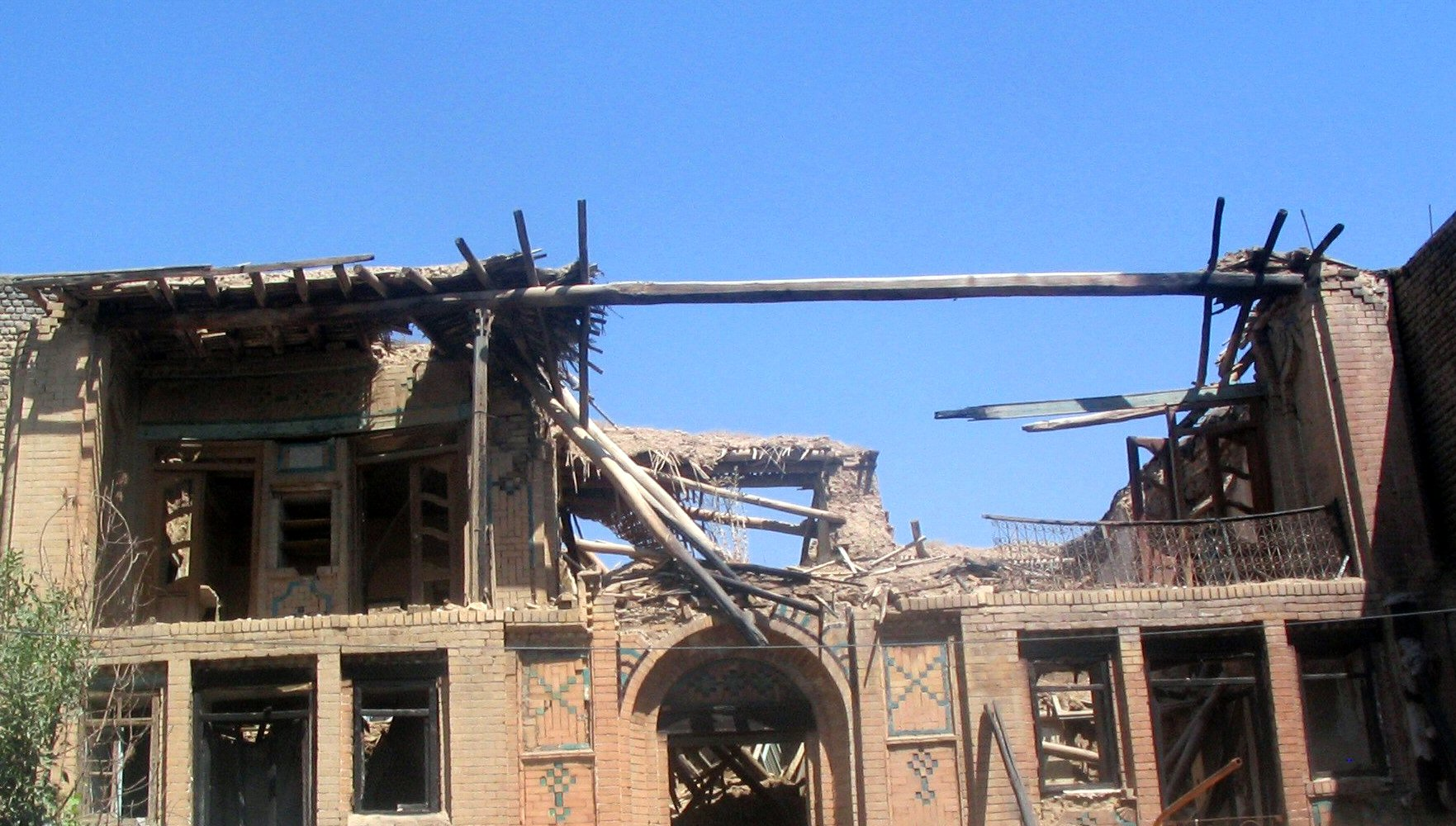
تخریب خانه‌ای تاریخی در زمین لرزه ۱۳۸۵.

|                  | ژانویه | فوریه | مارس  | آوریل | مه   | ژوئن | ژوئیه | اوت  | سپتامبر | اکتبر | نوامبر | دسامبر |   |       |
| دمای بیشینه (°C) | ۵٫۷    | ۸٫۲   | ۱۲٫۹  | ۱۹٫۲  | ۲۵٫۰ | ۳۲٫۰ | ۳۶٫۰  | ۳۵٫۹ | ۳۱٫۱    | ۲۳٫۸  | ۱۵٫۱   | ۹٫۲    | Ø | ۲۱٫۲  |
| دمای کمینه (°C)  | -۳٫۰   | -۱٫۵  | ۲٫۰   | ۶٫۹   | ۱۰٫۴ | ۱۵٫۰ | ۱۹٫۲  | ۱۸٫۹ | ۱۴٫۱    | ۹٫۶   | ۴٫۴    | ۰٫۲    | Ø | ۸     |
|                  |        |       |       |       |      |      |       |      |         |       |        |        |   |       |
| بارش (mm)        | ۶۷٫۴   | ۶۰٫۴  | ۱۰۲٫۰ | ۶۸٫۶  | ۲۱٫۱ | ۲٫۷  | ۰٫۶   | ۰٫۴  | ۰٫۱     | ۱۴٫۰  | ۶۴٫۳   | ۷۰٫۶   | Σ | ۴۷۲٫۲ |
|                  |        |       |       |       |      |      |       |      |         |       |        |        |   |       |
| روزهای بارانی    | ۱۰٫۷   | ۱۰٫۰  | ۱۱٫۷  | ۱۱٫۱  | ۶٫۷  | ۱٫۱  | ۰٫۸   | ۰٫۳  | ۰٫۵     | ۴٫۴   | ۷٫۸    | ۹٫۶    | Σ | ۷۴٫۷  |

| -۳٫۰ |

| -۱٫۵ |

| ۲٫۰ |

| ۶٫۹ |

| ۱۰٫۴ |

| ۱۵٫۰ |

| ۱۹٫۲ |

| ۱۸٫۹ |

| ۱۴٫۱ |

| ۹٫۶ |

| ۴٫۴ |

| ۰٫۲ |

| -۳٫۰ |

| -۱٫۵ |

| ۲٫۰ |

| ۶٫۹ |

| ۱۰٫۴ |

| ۱۵٫۰ |

| ۱۹٫۲ |

| ۱۸٫۹ |

| ۱۴٫۱ |

| ۹٫۶ |

| ۴٫۴ |

| ۰٫۲ |

| بارش | ۶۷٫۴   | ۶۰٫۴  | ۱۰۲٫۰ | ۶۸٫۶  | ۲۱٫۱ | ۲٫۷  | ۰٫۶   | ۰٫۴ | ۰٫۱     | ۱۴٫۰  | ۶۴٫۳   | ۷۰٫۶   |
|      | ژانویه | فوریه | مارس  | آوریل | مه   | ژوئن | ژوئیه | اوت | سپتامبر | اکتبر | نوامبر | دسامبر |

### زمین‌لرزه
بروجرد از نقاط زلزله خیز کشور است. منطقه بروجرد و نواحی اطراف آن روی کمربند چین خورده زاگرس که نواحی جنوب و جنوب غرب کشور را شامل می‌شود قرار دارد. در سده سیزدهم هجری قمری زمین‌لرزه‌ای با بزرگای ۴/ ۷ ریشتر دشت سیلاخور در جنوب شهرستان بروجرد را لرزاند که دست کم ۸۰۰۰ نفر کشته برجا گذاشت. این زلزله، یکی از بزرگ‌ترین زمین لرزه‌های ثبت شده ایران است. همچنین زمین لرزه فروردین ۱۳۸۵ باقدرت ۶٫۱ ریشتر از جمله زمین لرزه‌های بزرگ این منطقه بوده است. این حادثه که با دو پیش‌لرزه و بیش از یکصد و پنجاه پس‌لرزه همراه بود، مخرب‌ترین زمین لرزه این سال در این کشور بود و باعث کشته شدن ۶۳ نفر و زخمی شدن بیش از ۱٬۴۵۰ نفر از مردم شهرستان‌های بروجرد و دورود شد.

## استان زاگرس
استان زاگرس یا لرستان شرقی طرح پیشنهادی برای تشکیل استانی جدید در شرق استان لرستان به مرکزیت بروجرد است. این استان گاه با نام‌های دیگر مانند استان بوستان، استان بروجرد یا استان لرستان شرقی هم نام برده شده است. طرح اولیه تشکیل استان زاگرس در سال ۱۳۷۵ به هنگام سفر رئیس‌جمهور وقت حکومت جمهوری اسلامی اکبر هاشمی رفسنجانی به بروجرد از سوی نمایندگان مردم بروجرد در مجلس شورای اسلامی ارائه شد. سپس در سال ۱۳۷۹، نمایندگان بروجرد، ملایر و نهاوند تشکیل استانی جدید با مشارکت سه شهرستان فوق را با نامه‌ای رسمی از وزارت کشور خواستار شدند.
در دومین دوره ریاست جمهوری سید محمد خاتمی، زمزمه‌های استقلال اداری بروجرد و تشکیل استان زاگرس شدت گرفت اما تا چندین سال بعد تحرک جدی در این زمینه دیده نشد. در سال ۱۳۸۹، به دنبال تأسیس استان البرز به مرکزیت کرج، علاءالدین بروجردی و هادی مقدسی نمایندگان بروجرد در مجلس شورای اسلامی، ضمن ایراد سخنرانی، از رئیس‌جمهور (محمود احمدی‌نژاد) تقاضای تأسیس استان زاگرس به مرکزیت بروجرد را نمودند.
محدوده پیشنهادی برای استان زاگرس از ابتدا تاکنون متغیر بوده است. در طرح اولیه که در سال ۱۳۷۹ ارائه شد استان زاگرس شامل شهرستان‌های شرق استان لرستان و جنوب استان همدان یعنی شهرستان ملایر، شهرستان نهاوند، شهرستان تویسرکان، شهرستان دورود، شهرستان ازنا و شهرستان الیگودرز نیز می‌شود. در برخی منابع اینترنتی، کلیه مناطق دارای گویش نزدیک به گویش بروجردی جهت الحاق به استان زاگرس پیشنهاد شده‌اند که شازند، را نیز شامل می‌شود.

## مردم‌شناسی

### مردم
مردم بروجرد از قومیت لر می‌باشند.و اکثریت از ایل بیرانوند هستند و لک زبان هستندسیف الدوله قاجار در سفرنامه خود به بروجرد ذکر می‌کند مردم بروجرد لر می‌باشند. در کتاب مردم‌شناسی ایران آمده مردم شهرنشین بروجرد و خرم‌آباد لر هستند

### زبان
ساکنان شهر بروجرد با گویش بروجردی از زبان لری سخن می‌گویند. دانشنامه ایرانیکا، فهرست لینگوییست و حسینعلی رزم‌آرا مردم بروجرد را بخشی از لر و گویش بروجردی را گویشی از زبان لری معرفی می‌کنند. رودیگر اشمیت گویش مردم بروجرد را به زبان پارسی میانه نزدیک می‌داند. گویش بیشتر روستاهای لرنشین بروجرد لری است اما تحت فرایندهای آوایی گویش بروجردی قرار گرفته و می‌توان آن را «لری بروجردی» نامید. اقلیت کلیمی بروجرد گویش خاصی از فارسی دارند که که برای شهروندان بروجردی قابل فهم است. شمار اندکی ارامنه در بروجرد ساکن بوده‌اند که گویشی مشابه با ارامنه جلفای اصفهان داشته‌اند. عبری و ارمنی نیز در شهرستان بروجرد رواج دارند.دانشنامه جهان اسلام نیز گویش مردم بروجرد را فارسی با لهجه بروجردی عنوان کرده است.

### جمعیت
بر پایه سرشماری عمومی نفوس و مسکن در سال ۱۳۹۵ جمعیت شهرستان بروجرد ۳۲۶٬۴۵۲ نفر و جمعیت شهر بروجرد ۲۳۴٬۹۹۷ نفر بوده است.
طبق سرشماری سال ۱۳۹۰ مرکز آمار ایران، جمعیت شهرستان بروجرد برابر با ۳۴۰٬۶۵۴ نفر گزارش شده است. این شهرستان در سال ۱۳۸۵ جمعیتی برابر با ۳۲۴٬۵۴۷ نفر داشت. تعداد خانوارهای این شهرستان در همین سال ۷۹٬۳۸۸ خانواده بود جمعیت این شهرستان در سال‌های ۱۳۶۵ و ۱۳۸۵ به ترتیب ۲۴۳ و ۳۲۴ هزار نفر بوده است.
نخستین سرشماری رسمی جمعیت بروجرد در سال ۱۳۳۵ صورت گرفته و جمعیت شهرستان بروجرد در آن سال نزدیک (۱۷۹۱۸۶ نفر) بوده است.
خبرگزاری ایرنا در مورخ آبان ۹۸ نوشت: بر اساس آخرین سرشماری از جمعیت ۳۴۰ هزار و ۵۱۷ نفری شهرستان بروجرد تعداد ۴۱ هزار و ۸۹۹ نفر جمعیت معادل ۱۲٫۸٪ بالای ۶۰ سال هستند که بنا بر تعریف سازمان بهداشت جهانی از شهرهای دارای جمعیت پیر محسوب می‌شوند.

### دین و مذهب
اکثر مردم شهر بروجرد شیعه دوازده امامی هستند. همچنین عده کمی ارمنی و یهودی در این شهر سکونت دارند.
در سال ۱۳۷۵، جمعیت کلیمی‌های شهر بروجرد ۵۳ نفر بود. قبلاً جمعیت یهودیان بروجرد بیشتر از این بوده و در یکی از محلات بروجرد دارای یک مدرسه و یک کنیسه و یک راسته بازار بودند. بنابر کتاب تاریخ یهود در ایران نوشته حبیب لوی که در سال ۱۳۳۹ تألیف شده، جمعیت یهودیان بروجرد در آن زمان ۱۵۰۰ نفر بوده و یهودیان این شهر دارای یک کنیسه و یک باب حمام عمومی بوده‌اند.
در کتاب «جغرافیای شهرستان بروجرد: طبیعی - انسانی» که در سال ۱۳۴۰ توسط مقدس جعفری تألیف شده ذکر گردیده که جمعیت یهودیان بروجرد در آن سال‌ها ۸۰۰ نفر بوده است که همگی تحصیل کرده و نیمی از این جمعیت یعنی ۴۰۰ نفر تحصیلات عالیه داشتند، و با این عبارت دقیقاً ذکر گردیده که «شما یک یهودی را پیدا نمی‌کند که به شغل‌هایی مانند نانوایی روی آورده باشد و اکثراً به شغل‌های بزازی و خرازی مشغولند.»
امام جمعه بروجرد: بروجرد رتبه نخست جمع‌آوری زکات نقدی در لرستان است

## فرهنگ

### آداب و رسوم
مراسم سوگواری واقعه کربلا در بروجرد از تنوع و گستردگی زیادی برخوردار است. آئین سقاخانه یکی از شاخص‌ترین مراسم دهه اول محرم است که در آن برخی از خانواده‌های بروجردی بخشی از خانه خود را با پارچه، چراغ و تصاویر مذهبی، سیاه پوش می‌کنند و شب هنگام با گشودن در و روشن کردن چراغ و نصب پرچم بر سر در منزل، به پذیرایی از میهمانان عزادار می‌پردازند. آئین سقاخانه بروجرد در دیماه ۱۳۹۱ در فهرست میراث معنوی کشور به ثبت ملی رسیده است.

خَرّه‌گیری از دیگر مراسم عزاداری محرم است. صبح عاشورا در محل تجمع هر یک از دسته‌های عزادار، دیگ‌های مسی برای جوشاندن گِل و آماده‌سازی خَرّه تدارک دیده می‌شود. عزاداران قدری از خَرّه را به لباس، ریش، مو و گونه خود می‌مالند. دسته‌های عزادار از ابتدای صبح در کوچه و خیابان‌ها روانه مجالس عزاداری می‌شوند و در هر مجلس سینه زنی می‌کنند. به نوشته کتاب «تذکره حسین حزین»، گل گیرندگان که به آن‌ها خَرّه گیر گفته می‌شود به‌طور عمده پیرمردان و سالمندان بوده‌اند که در دسته‌های سینه زنی در جلوی هیئت قرار می‌گرفته‌اند و خره گیران بی‌ریاترین سینه‌زنان بوده‌اند. چهل منبر، شبیه‌خوانی، تعزیه دو طفلان مسلم، کتل‌گیری، سینه‌زنی، زنجیرزنی، روضه‌خوانی و شام غریبان از دیگر مراسم گذشته و حال عزاداری حسین بن علی در محرم و صفر در بروجرد به‌شمار می‌آیند.

### بازی‌های بومی
بازی‌های متعددی در شهر بروجرد و مناطق پیرامون آن رواج داشته است که تعدادی از آن‌ها هنوز هم طرفدار دارند. در کنار متل‌ها و چیستان‌ها که عمدتاً در فضای خانه و با حضور اعضای خانه اجرا می‌شده است بازی‌های میدانی و بیرون از خانه تنوع فراوانی داشته‌اند. در کتاب تذکره حزین از بازی‌های سنتی این شهر مانند کفشک بازی، بغچه بازی، تنور بازی، شاه شاهکی، دار دار کنی، فنجان بازی، آهسته برو آهسته بیا، لنگران، گولو بازی (تیله بازی)، گو گوسال (گاو و گوساله)، گوی بازی (جوز و گوی) و الچوب (اله چوب) نام برده شده است (ص. ۱۹۴–۲۰۰) اله بازی، نجات، سه پر، دست به چاله و نیزدی زدی نیز از دیگر بازی‌های فیزیکی بروجرد هستند.

### ورزش
مراکز ورزشی عمده بروجرد شامل مجتمع‌های ورزشی ولایت، تختی، کارگران شهرداری، استادیوم علی بیات و سالن ورزشی طالقانی می‌شود. همچنین کارخانجات نساجی بروجرد دارای مجتمع ورزشی مجهزی است که عمدتاً به عنوان کمپ ورزشی مورد استفاده تیم‌های مختلف کشور قرار می‌گیرد. پیش از جام جهانی فوتبال ۱۹۹۸، تیم ملی ایران در این ورزشگاه اردو برگزار کرد. ورزش‌های مطرح در بروجرد شامل بوکس، کشتی (ورزش)، ورزشهای رزمی و دو و میدانی است. احسان مهاجرشجاعی، احسان روزبهانی، آروین معظمی گودرزی، محمدرضا رحیمی، سجاد مهرابی و ولی‌الله صالح نیا از چهره‌های ورزشی مطرح بروجرد هستند. در گذشته نیز چهره‌هایی مانند ماشاءالله فرخ منش (کاپیتان تیم ملی والیبال) و پرویز صیفوریان، رضا فهیمی، ناصر فهیمی، رضا هدایتی و حسین خراطی نیز از قهرمانان اسبق بروجرد محسوب می‌شده‌اند.

### چاپ و نشر
نخستین روزنامه بروجرد و لرستان در دوره قاجار و در سال ۱۳۲۷ قمری (۱۲۸۸ خورشیدی) با نام بیضاء منتشر شد. مشخصات این روزنامه در برخی کتابشناسی‌ها ذکر شده بود. در سال۱۳۹۳ نسخه ای از آن در اسناد موجود در خانه تاریخی مغیث الاسلام طباطبایی توسط کارشناسان میراث فرهنگی بروجرد شناسایی شد که تاریخ ۱۳۲۷ قمری را نشان می‌داد.

### کتابخانه‌ها
قدیمی‌ترین کتابخانه عمومی استان لرستان، کتابخانه‌ای با نام کنونی «شهید باهنر» است که در سال ۱۳۳۸ خورشیدی در شهر بروجرد ساخته شد. هم‌چنین کتابخانه‌های «شهید صارمی»، «علامه بحرالعلوم»، «علامه شهیدی»، «احسان شهیدی» و «حضرت ولیعصر» نیز از دیگر کتابخانه‌های عمومی شهر می‌باشند. تا خرداد ۱۳۹۲ پنج کتابخانه عمومی و پنج کتابخانه مشارکتی در بروجرد فعالیت داشته‌اند. همچنین در سال ۱۳۹۳، در مجموع حدود ۱۸۵ هزار نسخه کتاب در کتابخانه‌های این شهر وجود داشته است. کتابخانه استاد عبدالمحمد آیتی یک کتابخانه عمومی است که در شهرک اندیشه واقع شده و در دی ۱۳۹۹ افتتاح شده است. این کتابخانه در زمینی به مساحت ۲ هزار و ۵۰۰ متر ساخته شده و زیر بنای آن ۱۲۵۰ متر مربع است و یک کتابخانه درجه یک محسوب می‌شود.
کتابخانه آیت الله محمد بروجردی از کتابخانه‌های وابسته به آستان قدس رضوی رضوی است که در سال ۱۳۶۸ به صورت وقفی در بروجرد احداث شده است.

### سینما
در حال حاضر شهرستان بروجرد دارای دو سینما است که از این میان تنها سینمای «فلسطین» فعال است. این سینما که در ۱۳۴۱ با عنوان گرین‌سیتی یا شهرسبز تأسیس شده بود، دارای سالن بزرگی با ۱۰۷۷ صندلی است و مساحت آن ۱۲۲۹ متر مربع است. سینما فلسطین پس از بازسازی کلی و با صرف یک و نیم میلیارد تومان، در اسفند ۱۳۹۷با افزوده شدن یک سالن کوچک به ظرفیت ۴۳ نفر، به صورت پردیس سینمایی بازگشایی شد.
تا پیش از انقلاب، شهر بروجرد دارای چهار سینما به نام‌های سینما ایران واقع در خیابان پهلوی، سینما داریوش در میدان پهلوی، سینما آریا در خیابان بهار و سینما گرین‌سیتی (فلسطین کنونی) واقع در خیابان آیت‌الله کاشانی فعلی بود. سینما ایران اولین سینمای بروجرد بوده است که در خیابان پهلوی سابق شهدای امروز ایجاد شده است. سینما داریوش دومین سینمای بروجرد بود که در سال ۱۳۳۸ در میدان پهلوی (شهدا) افتتاح شد و ۵۰۳ صندلی داشت. سومین سینمای این شهر، سینما آریا در خیابان بهار روبروی شهرداری فعلی بوده است و چهارمین سینمای تأسیس شده نیز سینما گرین سیتی یا همان فلسطین فعلی بوده است. سینما داریوش با عنوان «آزادی» تا سال ۱۳۸۵ فعالیت داشت اما در اثر زمین لرزه فروردین این سال، آسیب دید و در سال‌های اخیر از فضای آن برای برگزاری نمایشگاه‌های کتاب استفاده می‌شد و در حال حاضر یک کتابفروشی شده است.

### تئاتر
در زمینه هنرهای نمایشی، مصطفی عبداللهی از چهره‌های برجسته تئاتر ایران بوده که گروه تئاتر کوچه را در بروجرد تأسیس نمود و از سال ۱۳۵۸ فعالیت گروه تئاتر کوچه را به تهران منتقل نمود. گروه کوچه اولین گروهی نمایشی بود که بعد از انقلاب اسلامی در ایران، اجراهایی را در خارج از کشور و شهرهای مختلف شوروی برگزار کرد. این گروه در سال ۱۳۹۳ به عنوان بهترین گروه سال اردیبهشت تئاتر ایران برگزیده شد. [۱۰۴] [۱۰۵][۱۰۶]

### رادیو و مرکز تولید سیمای بروجرد
بروجرد دارای یک ایستگاه رادیوی محلی به نام رادیو بروجرد است که روزانه ۶ ساعت برنامه به صورت زنده پخش می‌کند. بارها توسط نمایندگان بروجرد درخواست‌هایی مبنی بر ایجاد یک شبکه محلی به صدا و سیمای استان و سازمان صدا و سیمای کشور ارسال شده است، اما نتایج مثبتی حاصل نگردیده است تا اینکه توسط یکی از خیرین زمینی به این منظور اختصاص داده شده است و با پیگیری‌های شخصی در حال ساخت می‌باشد و اما فعلاً به دلیل پاره‌ای از مشکلات سیاسی متوقف شده است.

### سماورسازی
به‌طور سنتی، مهد تولید سماور در ایران، شهر بروجرد در استان لرستان بوده است. بیشتر سماورهای تولید بروجرد از جنس ورشو و برنج هستند. سماور یک عبارت روسی به معنی «خودجوش» و مرکب از دو واژه Cam به معنی خودش وVar به معنی پختن می‌باشد. این ظرف دارای یک مخزن آب است که برای آماده کردن چای و موارد دیگر همواره در حال جوشیدن نگهداشته می‌شود.
سماوی‌های بروجرد صنایع دستی این شهر هستند و از ارزش بالایی برخوردار هستند به‌طوری‌که اغلب برای تزئینات استفاده شده و سماورهای کارکرده (دسته دوم) هم نیز معامله می‌شوند.
نقل، آب نبات و کلوچه
در این شهر انواع نقل با استفاده از شیره شکر و طعم دهنده‌ها و دانه‌های معطر هل تخم گشنیز یا خلال بادام، گل محمدی، پنیر کاکائویی، مغز بادام زمینی، زنجبیل، دارچین، پودر نارگیل، وانیل تولید می‌شود. شهرهای دیگری نیز در زمینه تولید نقل فعال هستند از جمله ارومیه، تویسرکان و … که در مورد ارومیه مهم‌ترین سوغات این شهر می‌باشد. انواع آب نبات از قبیل آب نبات کنجدی، زنجبیلی، دارچینی، لیمویی نیز در بروجرد تهیه می‌شوند. نوعی نان کلوچه محلی نیز به نام کلوا (کلوای لرستانی) با ترکیب شکر، شیر و زعفران جز سوغات این شهر می‌باشد. غیر از کلوا نان شیرمال بروجردی نیز طرفداران خود را دارد.

### صابون سازی
از صنایع و سوغات معروف بروجرد می‌توان به صابون سازی سنتی اشاره کرد. از دیرباز کارگاه‌ها و کارخانه‌های بسیاری در بروجرد به تولید صابون سنتی مشغول بوده‌اند. صابون پیچ، کاسه ای، سرکف، آجز و… از محصولات این صابون پزی‌ها هستند. معروف‌ترین نوع صابون سنتی بروجرد، سرکف نارگیلی است که خواص درمانی برای پوست دارد. قدمت صابون پزی در بروجرد به دوره صفویه می‌رسد و کارگاه‌های مختلفی مانند اتحاد، عاجز، شماعی، اشکی و کوثری تولید می‌شده‌اند. محصولات کارگاه‌های صابون پزی سنتی بروجرد به بازار شهرهای دیگر هم فرستاده می‌شود

### شیره و حلوا
شیره سفید یا شیره انگور بروجرد جزو مرغوب‌ترین شیره‌ها شناخته شده است. در منابع طب سنتی ایرانی، شیره انگور دوشاب می‌نامند. شیره سفید از انگور عسگری تهیه می‌شود که این نوع انگور بیشتر در بروجرد، ملایر و همدان کشت می‌شود. در بروجرد علاوه بر انگور عسگری، شیره انگور قرمز (شانی) و شیره انگور سیاه (مادر و بچه) نیز تهیه می‌شود.

## شهرسازی

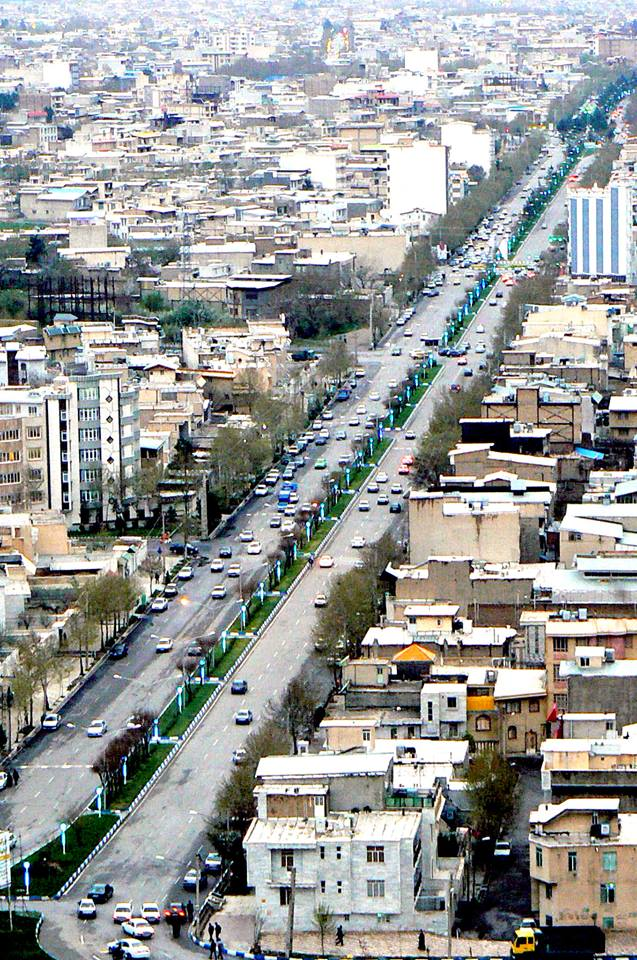
بلوار تختی از معابر اصلی و پر رفت‌وآمد بروجرد.

ساختار شهری فعلی بروجرد به دو بخش تاریخی و مدرن قابل تفکیک است. تا اوایل دوره پهلوی، دور شهر بروجرد حصاری طولانی وجود داشته که خندقی نیز در اطراف آن وجود داشته است. بافت تاریخی این شهر وسعت زیادی دارد و بازار بزرگ، چندین مسجد و خانه تاریخی در این بخش وجود دارند. بافت‌های جدیدتر شهر نیز خود به سه دسته متمایز می‌شوند: یک- مناطق غربی شهر شامل یادبود، تختی و بهار که در پنج دهه گذشته رشد یافته‌اند؛ دو- مناطق کمتر توسعه یافته ابراهیم‌آباد، دشت لاله، محمودآباد، بهارستان و علی‌آباد که حاصل مهاجرت روستائیان و حاشیه‌نشینی هستند؛ و سه - شهرک‌های شمال غربی شهر که در دو دهه گذشته ایجاد شده‌اند.
از مهم‌ترین خیابان‌های شهر می‌توان به خیابان‌های شهدا، تختی، صفا و از لحاظ بازار سنتی بروجرد می‌توان به خیابان جعفری اشاره کرد، که روزانه بسیاری از مردم شهر و حومه و حتی گردشگران زیادی در آن تردد دارند.

### کوی‌ها و محله‌ها
محله‌های قدیمی تر بروجرد با عنوان کوی شناخته می‌شوند مانند کوی‌های سعدی، رازان، سوزنی، یخچال، قُدغون و جعفری. برخی محله‌ها مانند صوفیان، چاله پسته (برآواد)، دانگه، چال قلعه، باغ چال، کُلَه کله و میدان محمدحسن خان قدمت تاریخی دارند و آثار تاریخی قابل توجهی در آن‌ها دیده می‌شود. گسترش شهر در دوره پهلوی و پس از انقلاب اسلامی منجر به ایجاد محله‌های مهاجرنشین و فقیر مانند ابراهیم‌آباد، علی‌آباد، اسلام‌آباد، محمودآباد و دشت لاله در نیمه شرقی شهر و شهرک‌های نور و امام در غرب شهر شد. مناطق مسکونی جدید بروجرد شامل شهرک‌های متعددی است که در شمال غربی شهر ساخته شده‌اند از جمله شهرک‌های نیاوران، اندیشه، ایثار، زاگرس، زیبا، مخابرات و کمپینگ شهرداری امروزه بیشتر مناطق بروجرد با نام خیابان‌های مجاور شناخته می‌شوند مانند تختی، بهار، مدرس، شریعتی و شهدا.

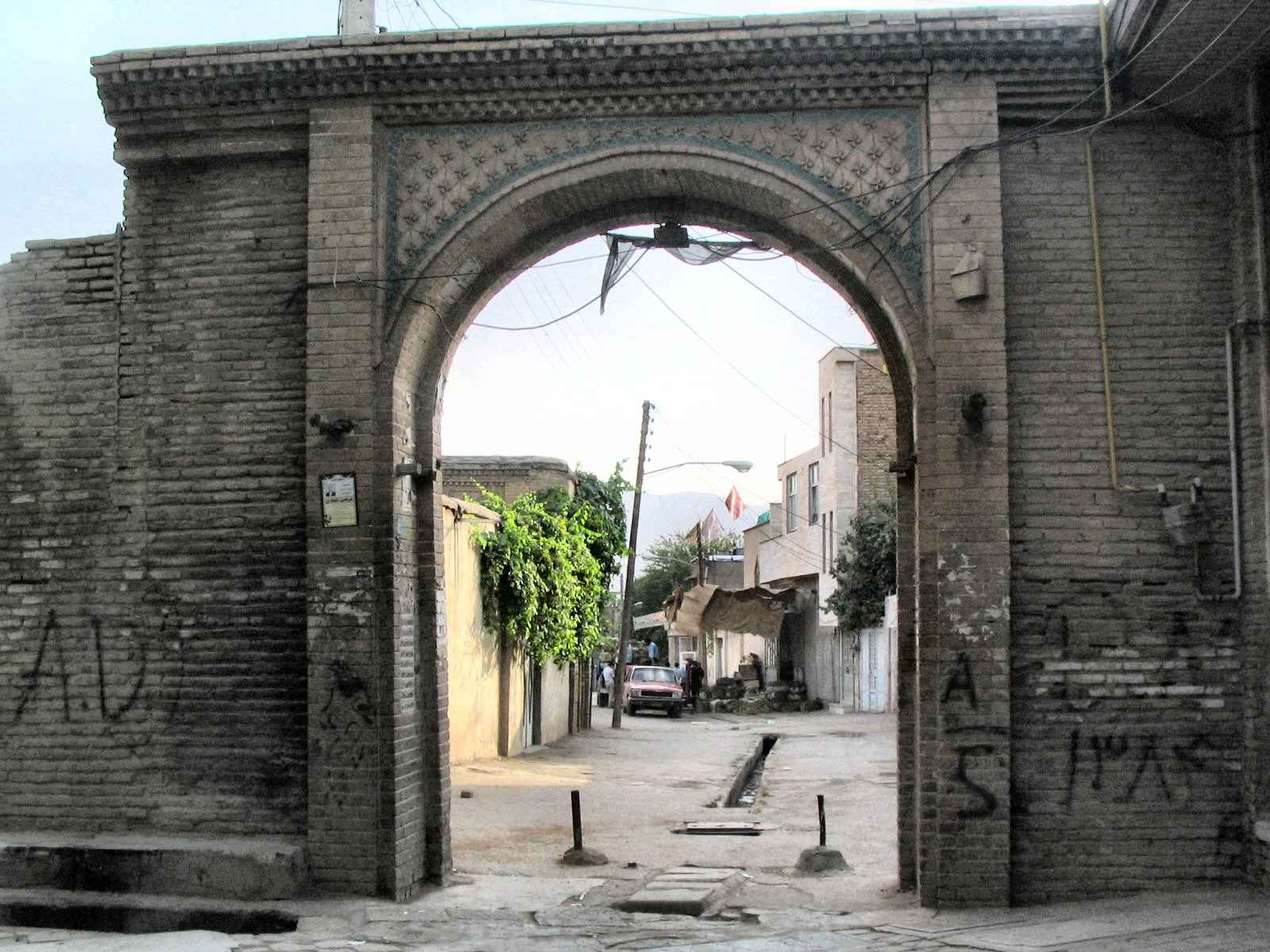
در قدیمی امامزاده جعفر.

### مناطق شهرداری
شهرداری بروجرد دارای سه منطقه شهری و دو ناحیه مستقل شهری است. منطقه یک در شرق و مرکز شهر و در بافت تاریخی شهر قرار دارد. منطقه دو نیمه جنوب غربی و منطقه سه نیمه شمال غربی شهر را شامل می‌شود. جهان‌آباد که در مجاورت میدان آیت‌الله بروجردی و در میسر جاده ۳۷ بر سر راه شهرهای اراک و خرم‌آباد قرار دارد از سال ۱۳۸۹ از یک روستا به ناحیه شهری ارتقاء یافت و با عنوان «ناحیه منفصل شهری شهید کشوری» به بروجرد الحاق شد.

### بافت تاریخی بروجرد
بافت معماری قدیم بروجرد که آخرین بار در دوران قاجاریه ساماندهی شده بسیار زیبا بوده و نمونه‌هایی از آن هنوز باقی است. هسته اولیه این شهر شامل چند کوی و محله بزرگ مانند بروا، صوفیان و دانگه بوده است و بازارها، مسجدها و خانه‌های مجللی در آن وجود داشته است. بروجرد در طول تاریخ همواره محصور به حصاری بزرگ بوده است که اطراف آن نیز خندقی قرار داشته است. آخرین بار قلعه بروجرد به دستور محمدتقی حسام‌السلطنه قاجار بازسازی شد.

### معابر و تقاطع‌ها
ساختار خیابان‌های بروجرد عمدتاً به شکل بلوارهایی هستند که معمولاً به میدان‌های مختلف منتهی می‌شوند. مرکزی‌ترین بخش شهر، میدان رازان است که در بافت قدیمی شهر قرار دارد و در کنار مسجد سلطانی و بازار قرار گرفته است. خیابان شهدا حد فاصل این میدان تا میدان شهدا قرار دارد و در ادامه به بلوار تختی و میدان تختی می‌رسد. خیابان‌های جعفری، صفا و شریعتی از خیابان‌های اصلی بخش شرقی و قدیمی تر شهر هستند. میدان آیت‌الله بروجردی در تقاطع دو جاده اراک - تهران و خرم‌آباد-خوزستان به عنوان یکی از دو ورودی اصلی شهر شناخته می‌شود و از نظر مساحت یکی از میدان‌های بزرگ ایران است.

### برج‌ها و مراکز تجاری
برج هخامنش، مجتمع بهار، هتل هالیس، برج سفیر و برج اندیشه از ساختمانهای بلند بروجرد هستند. دیپلمات سنتر با ۱۱ طبقه ساختمان‌بلند تجاری و گردشگری و ساختمان امام رضا با ۶ طبقه تجاری و اداری محسوب می‌شوند.

## اوضاع اقتصادی و اجتماعی

### اقتصاد
اقتصاد مردمان ناحیه بروجرد مبتنی بر داد و ستد منطقه‌ای و فرامنطقه‌ای، خرده فروشی، کشاورزی و دامپروری، خدمات اداری و دولتی و نیز تولید محصولات صنعتی و معدنی است. به دلیل موقعیت خاص جغرافیایی و قرارگیری بر سر راه‌های پر رفت‌وآمد و نیز مجاورت با مناطق مورد تردد ایلات لر، شهر بروجرد در سده‌های گذشته از مراکز تجاری مهم منطقه به‌شمار می‌آمده است و بازار بزرگ این شهر، مال التجاره و کاروانسراهای متعددی داشته است. برای نمونه ابن جعفر در اوایل قرن چهارم هجری قمری در ذکر ماه بصره مشتمل بر بروجرد و نهاوند، میزان خراج این ناحیه را ۴٬۸۰۰٬۰۰۰ درهم ذکر کرده است که نزدیک به سه برابر خراج همدان در همان زمان بوده است. صنایع قدیمی در بروجرد بسیار رونق داشته‌اند به گونه‌ای که هنوز هم برخی از مشاغل صنعتی قدیمی در بازار بروجرد به کار خود ادامه می‌دهند. همچنین بازار بروجرد مشتمل بر راسته بازارهای پر رونق و متعددی مانند جوراب بافها، مسگرها، چلنگرها، دباغ‌ها، چراغ سازها، قفل سازها و… بوده است به گونه‌ای که تا اواخر دوره پهلوی، بروجرد همراه با شهرهایی چون اصفهان، کاشان، دزفول و قزوین به‌طور سنتی، از مراکز صنعتی کشور به‌شمار می‌رفته است. برخی محصولات تولیدی بروجرد مانند پارچه‌های قلمکار، سماور و محصولات قلمزنی ورشو و حتی قفل‌های سنتی تولید شده در بروجرد شهرت بین‌المللی یافته‌اند. این شهر قطب صنایع و صادرات لرستان به حساب می‌آید و برای نمونه، شرکت داروسازی اکسیر به تنهایی ۵۰ درصد بازار صادرات داروی کشور را در اختیار دارد.

### صنایع
تعداد کارخانه‌ها و کارگاه‌های بزرگ صنعتی این شهر بین ۴۵۰ تا ۵۰۰ واحد فعال تخمین زده می‌شود که طبق آمارها بین ۳۷ تا ۶۰ درصد از مجموع صنایع استان لرستان را شامل می‌شود. به همین دلیل بروجرد قطب اصلی صنعت در لرستان محسوب می‌شود. در سه دهه پس از انقلاب اسلامی، جمعاً ۴۸۵ واحد صنعتی در بروجرد ایجاد شده است و به این ترتیب، بروجرد از نظر میزان سرمایه‌گذاری در بخش صنعت و نیز از نظر تعداد واحدهای صنعتی فعال، در تمام این سال‌ها رتبه نخست را در استان لرستان داشته است. طبق اعلام رئیس اداره صمت شهرستان بروجرد، در اردیبهشت ماه ۱۴۰۳ دو شهرک صنعتی و در مجموع، ۳۵۴ واحد صنعتی و معدنی در شهرستان بروجرد وجودداشته که ۶۶۴۳ نفر در این واحدها مشغول به کار بوده‌اند. در این سال ۲۰ درصد واحدهای صنعتی بروجرد غیرفعال بوده است. در مجموع، ۳۴ درصد از صنایع استان لرستان در شهرستان بروجرد قرار دارند.
صنایع بروجرد در ۲۰ رده مختلف قرار می‌گیرند. پارچه و منسوجات، داروهای انسانی و حیوانی، خودرو، کاشی و سنگ‌های ساختمانی از مهم‌ترین محصولات صنایع بروجرد به حساب می‌آیند. زاگرس خودرو، کارخانجات نساجی بروجرد و سامان کاشی از کارخانجات تولیدی فعال شهرستان بروجرد هستند. همچنین این شهر از مراکز تولید دارو در کشور است و دو شرکت بزرگ اکسیر و شرکت داروسازی زاگرس فارمد پارس آن به ترتیب در زمینه تولید داروهای انسانی و دامی فعالند. زاگرس فارمد پارس با نام قبلی داملران رازک بزرگ‌ترین تولیدکننده داروهای دامی در ایران است و به تنهایی ۹۰درصد صادارات داروهای دامی کشور را در اختیار دارد. داروسازی اکسیر نیز بزرگ‌ترین صادرکننده داروی کشور (۵۰ درصد صادرات داروی ایران) و بزرگ‌ترین شرکت صادرکننده محصولات در استان لرستان است. با توجه به وجود کارخانجات نساجی بروجرد در این شهر، در سال‌های اخیر صنایع تولید پوشاک نیز در بروجرد گسترش یافته‌اند که از این میان زاگرس پوش  با اشتغال ۴۵۰ نفر و مروارید بهامین پوش با اشتغال ۱۵۰ نفر دو واحد بزرگی هستند به تولید انواع لباس مردانه و زنانه می‌پردازند.
صنایع دستی متنوعی در بروجرد تولید می‌شود که ناشی از وجود حرفه‌های قدیمی اما فعال در بازار بروجرد و نیز اشتغال خانگی به ویژه نزد زنان روستایی است. قالی بروجرد از محصولات سنتی این شهر است و بیش از ۴۳۰۰ نفر قالیباف در سطح شهرستان بروجرد شناسایی و تحت پوشش بیمه قرار گرفته‌اند.

### بهداشت و درمان
بروجرد دارای پنج بیمارستان عمومی با نام‌های امام خمینی، شهید چمران، کوثر تأمین اجتماعی و آیت‌الله بروجردی و بیماری‌های خاص و چند بیمارستان خصوصی از جمله بهبود و امیرالمؤمنین است. بیمارستان امام خمینی با بیش از یک قرن سابقه، دارای ۱۰۰ تخت فعال است و بیمارستان شهید چمران نیز با نیم قرن سابقه ساخت دارای ۱۷۰ تخت فعال می‌باشد. تا مرداد ۱۳۹۲ تعداد ۴۰۵ پزشک در شهرستان بروجرد مشغول به کار بوده‌اند که از این تعداد، ۹۵ نفر دارای تخصص پزشکی، ۵۰ نفر دندانپزشک و ۴۰ نفر داروساز بوده‌اند. تعداد پزشکان عمومی این شهرستان در همین مدت برابر با ۲۲۰ نفر بوده است.

## هنر ورشوسازی در بروجرد
شهر بروجرد به عنوان مرکز اصلی ورشوسازی و قلمزنی ورشو در ایران شناخته می‌شود و تنها شهری است که هنوز تعدادی کارگاه، موزه و هنرمندان فعال در این زمینه دارد. سابقه ورشوسازی در بروجرد به دوره قاجار می‌رسد که تا آن زمان، مسگری و قلمزنی روی برنج در این شهر رواج بیشتری داشته است. با ورود ورق‌های ورشو به ایران و مزایایی که این فلز نسبت به برنج داشت، تولید محصولات ورشوئی در بروجرد گسترش یافت و تعداد زیادی کارگاه ورشوسازی و قلمزنی ورشو در این شهر برپا شد. خانه تاریخی بیرجندی بروجرد به منظور احداث نخستین موزه ورشو اختصاص یافته است.

### ثبت ملی و بین‌المللی ورشو بروجرد
هنر قلمزنی روی ورشو بروجرد در سال ۱۳۹۸ توسط میراث فرهنگی، صنایع دستی و گردشگری به عنوان یک هنر اختصاصی ویژه بروجرد به ثبت ملی رسید. همچنین پرونده ثبت جهانی شهر بروجرد به عنوان مرکز ورشوسازی به یونسکو ارسال شده است. در تیرماه سال ۱۳۹۱، «مهارت و فن روی ورشو» به شماره ۱۰۶۱ و در اسفند ۱۳۹۶، «قلمزنی روی ورشو در شهر بروجرد» به شماره ۱۵۶۰ در فهرست آثار ناملموس کشور به ثبت رسیده است. پرونده ثبت بروجرد به عنوان شهر ملی ورشو در سال ۱۳۹۸ مطرح و به تصویب رسید.

## ترابری

### ارتباطات جاده‌ای
بروجرد بر سر شاهراه تهران - بندر امام خمینی قرار دارد و در این مسیر، در حد فاصل دو شهر اراک و خرم‌آباد قرار گرفته است. این موقعیت ارتباطی در اقتصاد و گردشگری شهر مؤثر است. آزادراه ۵ (در دست ساخت) از شرق و جنوب بروجرد عبور می‌کند. فاصله زمینی بروجرد با خرم‌آباد ۷۵ کیلومتر (از مسیر آزادراه اراک-بروجرد-خرم‌آباد)، با اراک ۱۱۰ کیلومتر، با تهران ۳۹۰ کیلومتر (از مسیر اراک و قم)، با اصفهان ۳۳۰ کیلومتر (از مسیر دورود)، با اهواز ۴۷۵ کیلومتر (از مسیر خرم‌آباد)، با همدان ۱۳۰ کیلومتر (از مسیر ملایر) و با کرمانشاه ۱۴۰ کیلومتر (از مسیر نهاوند) است. جاده‌های بروجرد عبارتند از:
- بزرگراه (چهارخطه) بروجرد - اراک (بخشی از جاده شماره۵۶): به طول ۱۱۰ کیلومتر به سمت شرق، این جاده بخشی از مسیر ترانزیتی تهران-بندر امام خمینی است. شهرهای توره و مهاجران بر سر این جاده قرار دارد.
- بزرگراه (چهارخطه) بروجرد - خرم‌آباد (جاده شماره۳۷): به طول ۱۰۰ کیلومتر به سمت جنوب غربی، این جاده بخشی از مسیر ترانزیتی تهران-بندر امام خمینی است و شهرهای چالانچولان، زاغه و پل هرو در مسیر آن قرار دارند.
- جاده بروجرد - بیرانشهر - خرم‌آباد: به طول تقریبی ۹۰ کیلومتر به سمت جنوب غربی، این جاده از تقاطع غیر هم سطح جوادالائمه در کیلومتر ۴ بزرگراه بروجرد - دورود شروع می‌شود و با ورود به کوه‌های زاگرس، به شهر بیرانشهر و از آنجا به خرم‌آباد متصل می‌شود.
- بزرگراه بروجرد - دورود: این جاده تا پلیس راه دورود منطبق با «بزرگراه بروجرد - خرم‌آباد» است و از آنجا با طی ۱۵ کیلومتر دیگر در جهت جنوب شرقی به شهر دورود می‌رسد. طول این جاده ۴۵ کیلومتر است و سی کیلومتر نخست آن (بروجرد تا پلیس راه دورود) با نام قطعه «بزرگراه بروجرد-چالانچولان» نیز شناخته می‌شود.
- بزرگراه بروجرد- اشترینان - ملایر: به طول تقریبی ۵۰ کیلومتر به سمت شمال که بخشی از جاده (۳۷) است.
- جاده بروجرد- اشترینان - نهاوند: به طول تقریبی ۵۵ کیلومتر به سمت شمال غربی، این جاده تا سه راهی بروجرد-ملایر-نهاوند در شمال شهر اشترینان منطبق بر «جاده بروجرد - ملایر» (جاده (۳۷) است و جاده نهاوند از سمت غرب این سه راهی منشعب می‌شود.
- جاده بروجرد- نورآباد: این جاده تا کیلومتر ۵۰، منطبق بر «جاده بروجرد- اشترینان - نهاوند» است و با انشعاب به سمت جنوب غرب به شهر نورآباد می‌رسد. طول آن حدود ۱۰۰ کیلومتر است.
- جاده بروجرد - الشتر: این جاده تا کیلومتر ۳۰، منطبق بر «جاده بروجرد-بیرانشهر-خرم‌آباد» است و با انشعاب به سمت غرب به شهر الشتر می‌رسد. طول آن حدود ۷۰ کیلومتر است.

### پایانه مسافربری
شهر بروجرد دارای دو پایانه مسافربری در شرق و غرب است. کار ساخت پایانه مسافربری شرق بروجرد در سال ۱۳۷۱ توسط شهرداری آغاز گردید. در این پایانه به ۲۲ غرفه تجاری و ۸ غرفه داخل سالن برای شرکت‌های مسافربری مجهز است و به مقاصد تهران، کرج، اراک، اصفهان، شیراز، اهواز، آبادان، کرمانشاه، سنندج، خرم‌آباد، دورود شوشتر همدان و… سرویس دهی می‌کند. همچنین پایانه غرب در جهت بهره‌برداری و توسعه در اختیار بخش خصوصی قرار گرفته است.

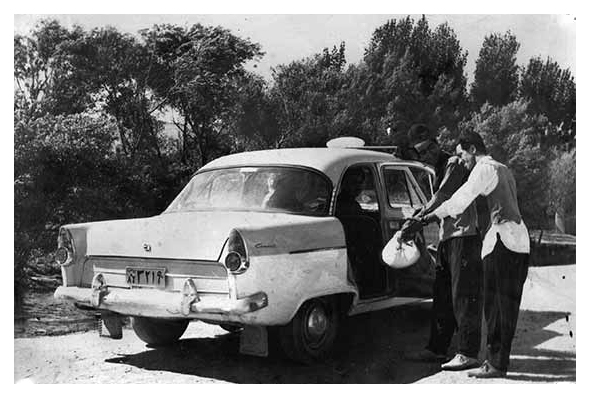
نخستین تاکسی بروجرد

### اتوبوسرانی شهری
سازمان اتوبوسرانی شهر بروجرد در سال ۱۳۴۹و با به‌کارگیری ۱۳ دستگاه اتوبوس در ۳ خط آغاز به کار کرد. در حال حاضر تعداد ناوگان این سازمان ۲۰۰ اتوبوس است که به مردم شهر و شهرک‌ها و روستاهای حومه سرویس دهی می‌کند. سازمان اتوبوسرانی شهر بروجرد از معدود سازمان‌هایی است که اقدام به حذف بلیت کاغذی و جایگزینی آن با بلیت الکترونیک نموده است. تعداد خطوط اتوبوسرانی بروجرد ۴۶ خط است که در هر روز حدود ۷۵ هزار مسافر را در مسیر درون‌شهری و ۷۵ مسیر روستایی از مبدأ بروجرد جابجا می‌کنند.

### تاکسیرانی
بروجرد دارای ۴۰۰۰ تاکسی فعال است در گذشته تاکسی‌های آبی رنگ در این شهر تردد داشتند اما هم‌اکنون تاکسی‌های بروجرد زردرنگ هستند. با آغاز کار مدارس در مهرماه، تعداد ۷۵۰ تاکسی سرویس به حمل و نقل دانش آموزان اختصاص می‌یابد. تعداد تاکسی‌های ویژه شهر بروجرد که خودروهای شخصی مسافرکش با مجوز حمل مسافر هستند به ۹۶۰ دستگاه بالغ می‌شود.

### مسافت بروجرد با مراکز استانها
| شهر مقصد | فاصله(KM) | زمان تقریبی سفر |
| -------- | --------- | --------------- |
| تهران    | ۳۳۰       | ۴ ساعت          |
| مشهد     | ۱۱۹۲      | ۱۲:۲۰ ساعت      |
| اصفهان   | ۳۲۵       | ۴ ساعت          |
| کرج      | ۴۲۰       | ۵ ساعت          |
| تبریز    | ۷۱۰       | ۸:۳۰ ساعت       |
| کرمانشاه | ۲۳۰       | ۲:۳۰ ساعت       |
| قم       | ۲۴۲       | ۳ ساعت          |
| شیراز    | ۷۹۹       | ۹ ساعت          |
| اهواز    | ۴۴۰       | ۵:۳۰ ساعت       |
| ارومیه   | ۶۷۱       | ۹ ساعت          |
| ساری     | ۶۵۰       | ۸ ساعت          |
| رشت      | ۵۰۰       | ۷ ساعت          |
| اراک     | ۱۰۵       | ۱ ساعت          |
| کرمان    | ۱۰۲۴      | ۱۱:۳۰ ساعت      |
| اردبیل   | ۶۶۶       | ۹ ساعت          |
| گرگان    | ۷۹۷       | ۷:۴۲ ساعت       |
| همدان    | ۱۷۵       | ۱:۳۰ ساعت       |
| خرم‌آباد  | ۷۵        | ۴۵ دقیقه        |
| قزوین    | ۴۲۵       | ۴:۳۰ ساعت       |
| زنجان    | ۴۰۰       | ۵ ساعت          |
| یزد      | ۶۷۵       | ۷:۴۰ ساعت       |
| زاهدان   | ۱۵۴۰      | ۱۶:۴۴ ساعت      |
| بندرعباس | ۱۲۴۰      | ۱۴:۳۰ ساعت      |
| بوشهر    | ۸۷۰       | ۱۰ ساعت         |
| سمنان    | ۶۴۸       | ۷:۴۵ ساعت       |
| بجنورد   | ۱۰۱۲      | ۱۱ ساعت         |
| بیرجند   | ۱۲۱۸      | ۱۳:۳۰ ساعت      |
| سنندج    | ۳۱۸       | ۴:۳۳ ساعت       |
| ایلام    | ۳۷۴       | ۵ ساعت          |
| شهرکرد   | ۳۲۰       | ۴:۱۵ ساعت       |
| یاسوج    | ۶۱۱       | ۷:۴۰ ساعت       |

## آموزش

### آموزش و پرورش

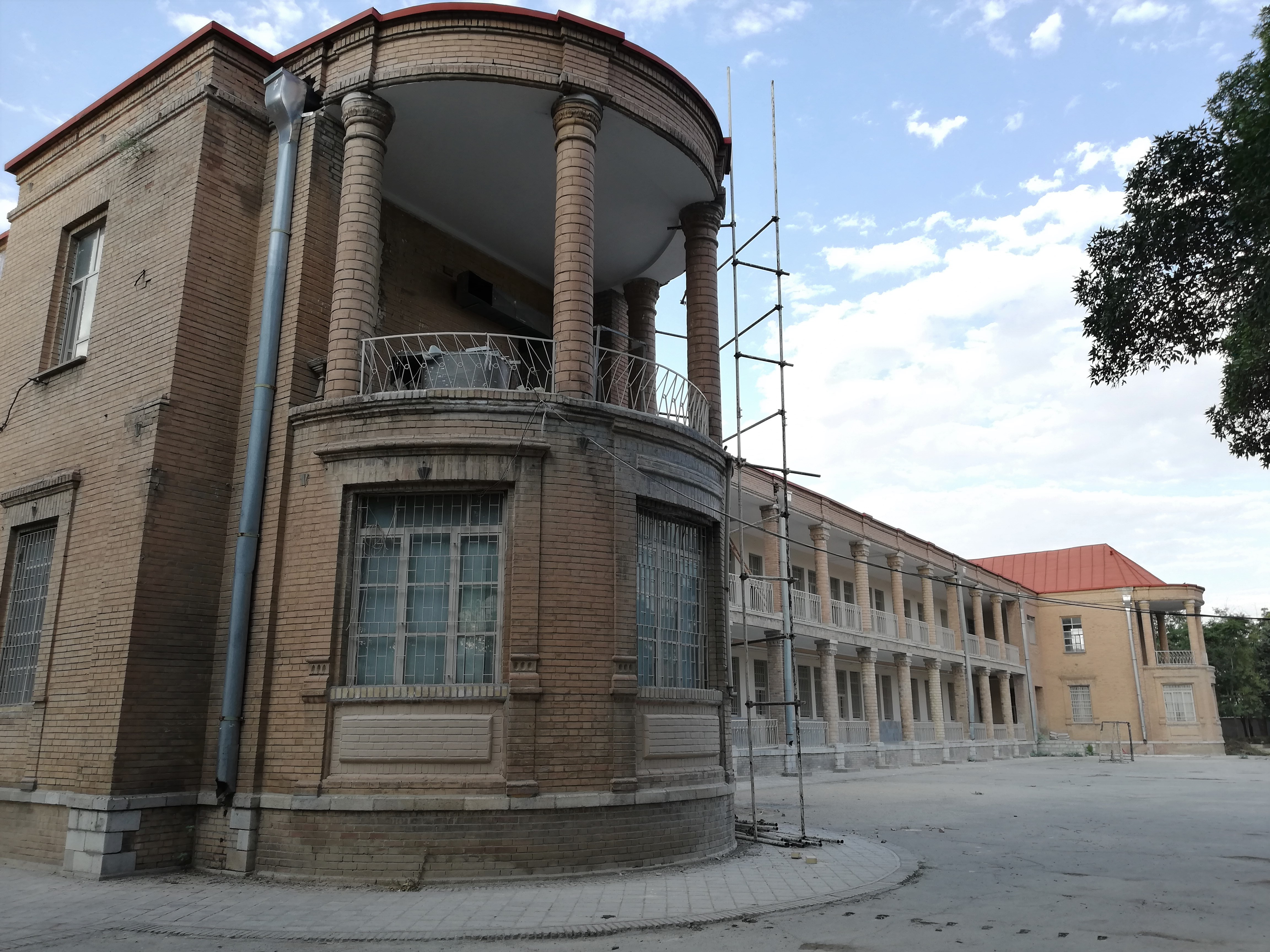
دبیرستان پهلوی، از مدارس اولیه ایران با طراحی اروپایی - ایرانی.

پیشینه آموزش و پرورش به قرن‌ها پیش و حضور علمای دینی در این شهر بازمی‌گردد، اما تاریخ ساخت مدارس به سبک امروزی به سال ۱۳۱۷ هجری قمری است. اولین مدرسه شهر، آمینه نام داشت. بر اساس شواهد این مدرسه، اولین مدرسه‌ای بود که در لرستان و به سبک نوین و با روش دارالفنون ایجاد شد.
در سال ۱۳۳۸ هجری قمری دومین مدرسه شهر بنام قوامیه و در سال ۱۳۰۰ خورشیدی مدرسه اتحادیه اعتضاد افتتاح شد. اولین مدرسه دخترانه شهر بروجرد بنام مکتب البنات فاطمیه در سال ۱۳۰۳ خورشیدی و در کنار مدرسه جمالیه ساخته شد. دبیرستان پهلوی که در سال ۱۳۱۵ خورشیدی در محوطه سربازخانه قدیمی بروجرد افتتاح شد، یکی از قدیمی‌ترین مدارس نوین ایران است که دارای طراحی ترکیبی ایرانی - اروپایی است. در زمان افتتاح این مجتمع بزرگ، طبقه اول بنا، به عنوان دبیرستان پهلوی فعالیت یافت و طبقه دوم نیز محل استقرار اولین اداره فرهنگ (آموزش و پرورش) غرب ایران شد.
موزه مفاخر و اسناد آموزش و پرورش بروجرد در محل دبیرستان پهلوی بروجرد دایر شده است.

### آموزش عالی
سابقه آموزش عالی در بروجرد به دوره پهلوی برمی‌گردد. در سال ۱۳۲۳ خورشیدی دو دانشسرای مقدماتی دختران و پسران تأسیس شد، اما مدتی بعد منحل گردید.
بعد از آن مرکز آموزش کشاورزی بروجرد در سال ۱۳۳۵ با عنوان «دانشسرای کشاورزی بروجرد تأسیس شد» و هدف آن تربیت دانش آموختگان برای ترویج کشاورزی در روستاهای منطقه بود.
نخستین واحد دانشگاهی بروجرد، شعبه‌ای از دانشگاه آزاد اسلامی بود که در سال ۱۳۶۲ در این شهر تأسیس شد. این واحد اولین واحد دانشگاه آزاد اسلامی در میان استان‌های لرستان، مرکزی، ایلام، همدان و کرمانشاه بود.
دانشگاه آزاد اسلامی بروجرد بزرگ‌ترین کلینیک دندانپزشکی کشور را در مدت ۱۸ ماه احداث کرد که اقدامی ارزشمند از سوی این دانشگاه است. این واحد دانشگاهی با داشتن ۱۵ هزار و ۷۰۰ دانشجو به بزرگ‌ترین مرکز آموزش عالی در استان لرستان تبدیل شده است.۱۰۰
تلاش بروجردی‌ها برای تأسیس دانشگاه دولتی تا بیش از دو دهه پس از آن به طول انجامید و سرانجام در سال ۱۳۸۵ با همکاری دانشگاه علامه طباطبایی شعبه‌ای از این دانشگاه در بروجرد تأسیس شد و پس از زمان کوتاهی مستقل و با عنوان دانشگاه آیت‌الله العظمی بروجردی آغاز به کار کرد.
واحد علوم و تحقیقات بروجرد نیز در سال ۱۳۸۹ به عنوان دومین واحد دانشگاه آزاد اسلامی در سال در بروجرد افتتاح شد.
در سال‌های اخیر تلاش‌هایی برای تأسیس «دانشگاه علوم پزشکی بروجرد» نیز صورت گرفته است و طرح ایجاد دانشکده داروسازی بروجرد وابسته به دانشگاه علوم پزشکی لرستان از مصوبات سفرهای استانی هیئت دولت بوده است.
در حال حاضر، دانشگاه‌ها و مراکز آموزش عالی بروجرد عبارتند از:
- دانشگاه آیت‌الله‌العظمی بروجردی[۱۴۹]
- دانشگاه آزاد اسلامی بروجرد
- دانشگاه آزاد اسلامی واحد علوم و تحقیقات بروجرد
- دانشگاه پیام نور واحد بروجرد
- دانشکده پرستاری وابسته به دانشگاه علوم پزشکی لرستان
- مراکز وابسته به دانشگاه جامع علمی کاربردی شامل: مرکز آموزش علمی کاربردی بروجرد|مرکز علمی کاربردی شماره یک، مرکز آموزش علمی کاربردی شماره دو بروجرد|مرکز علمی کاربردی شماره دو، مرکز آموزش عالی علمی کاربردی جهاد کشاورزی بروجرد (دانشسرای کشاورزی)، مرکز آموزش علمی کاربردی شهرداری بروجرد، مرکز آموزش علمی کاربردی زاگرس پوش، مرکز آموزش علمی کاربردی تعاونی تولیدکنندگان صنعت و کشاورزی.
- مرکز آموزش مهندس ارتش
- مرکز آموزشی مجتمع دیجیتال اداره فرهنگ و ارشاد
- دانشگاه غیرانتفاعی علامه بحرالعلوم (دانشگاه هنر)[۱۵۰]
- دانشکده فنی و حرفه‌ای سما واحد بروجرد[۱۵۱]
- دانشکده فنی و حرفه‌ای دختران بروجرد (تزکیه)[۱۵۲]
- دانشکده فنی و حرفه‌ای پسران بروجرد (چرخکار)[۱۵۳]
- مرکز آموزش عالی غیرانتفاعی فنی و مهندسی آفرینش[۱۵۴]
- مرکز آموزش عالی غیرانتفاعی فنی و مهندسی یاسین[۱۵۵]
- مؤسسه آموزش عالی آزاد مدرسان شریف بروجرد[۱۵۶]

## خواهرخواندگی
- آبادان، ایران (بهار ۱۳۹۰)[۱۵۷]
- انزلی، ایران (تابستان ۱۳۹۲)[۱۵۸]
- اینترلاکن، سوئیس (تابستان ۱۳۵۳)

چهار شهر شوشتر و خوی و نیشابور و کاشان به بروجرد پیشنهاد خواهر خواندگی داده‌اند.

## گردشگری

### آثار تاریخی و مذهبی
بیش از ۴۰۰ اثر تاریخی در شهرستان بروجرد وجود دارد که تا آذر ماه ۱۳۹۶ تعداد ۱۷۶ مورد از آن‌ها در سطح ملی به ثبت رسیده است. سه بنای تاریخی فرهنگی در بافت تاریخی بروجرد وجود دارند که برجسته‌ترین آثار تاریخی موجود در این شهر محسوب می‌شوند. مسجد جامع با قدمت ۱۲۰۰ سال، قدیمی‌ترین بنای تاریخی موجود در شهر بروجرد است و نیز نخستین مسجد ساخته شده پس از اسلام در نواحی غربی ایران به حساب می‌آید. این مسجد بر روی یک آتشکده باستانی بنا شده است. دومین اثر تاریخی موجود در سطح شهر بروجرد، بنای امامزاده جعفر است که از آثار دوره سلجوقیان است. مسجد سلطانی از بناهای دوره قاجار نیز از دیگر آثار مذهبی شاخص این شهر است که به دستور فتحعلی شاه قاجار بر روی یک خرابه‌های یک مسجد قدیمی ساخته شده است.
در شمال شرقی بروجرد و بر فراز کوه یزدگرد از توابع بخش اشترینان، بقایای قلعه یزدگرد وجود دارد که از سنگ لاشه و بدون ملات بنا شده است و از شواهد و باور مردم منطقه چنین بر می‌آید که این قلعه به سرعت بنا شده و محل آماده‌سازی و تجدید قوا برای جنگ نهاوند در نزدیکی نهاوند که آخرین جنگ پیش از اسلام برای ایرانیان بوده است.
خانه‌های تاریخی متعددی در بافت تاریخی بروجرد وجود دارند که بیشتر آن‌ها مربوط به دوره قاجار هستند. قدیمی‌ترین آن‌ها خانه حاتمی است که بنای آن به پیش از دوره زندیه می‌رسد.

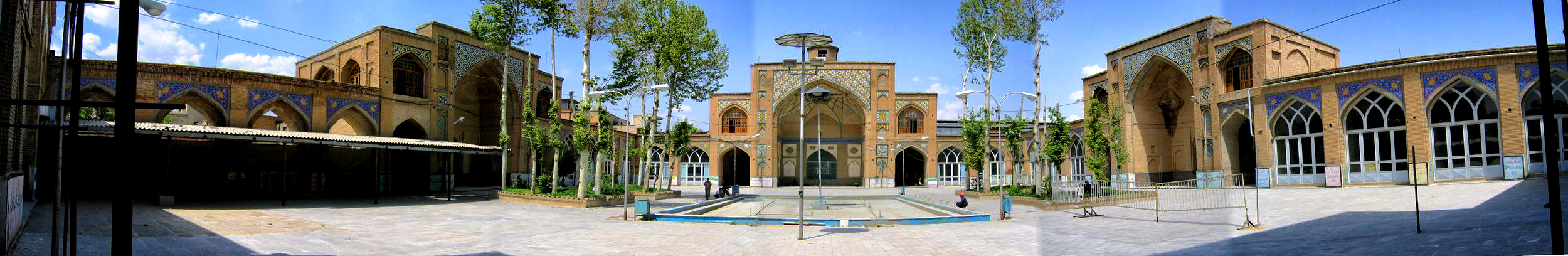
سراسر نمایی از مسجد سلطانی بروجرد

سایر آثار تاریخی بروجرد عبارتند از:
- بقعه شاه زواریون بروجرد
- تکیه موثقی
- پل قلعه حاتم
- قلعه رومیان بروجرد
- بازار بروجرد
- مجموعه تاریخی طباطبائی‌ها
- امام زاده قاسم
- تپه قرق
- قلعه یزدگرد
- آرامگاه صامت بروجردی (صامتیه)

### جاذبه‌های طبیعی
- گردشگاه چغا
- گردشگاه گل دشت
- تالاب بیشه دالان
- روستای فیال
- قله‌ها، بیشه‌ها و دامنه‌های کوه گرین، قله ولاش
- سرآب کرتول
- روستای ونایی
- سراب‌های ونایی
- روستا و سراب‌های کیوره
- تنگه کپرگه
- چنارستان و آبسرده
- سراب کولیدر فیال
- تک درخت

### پارکها و فضای سبز
شهر بروجرد با احتساب باغ‌های اطراف، دارای شش و نیم میلیون متر مربع فضای سبز است که سه میلیون متر مربع آن را باغ‌های حاشیه شهر تشکیل می‌دهند. سرانه فضای سبز در این شهر ۴٫۱۶ متر مربع است. در بروجرد بیش از یکصد پارک شهری و محله‌ای وجود دارد که مهم‌ترین آن‌ها عبارتند از:
- پارک بانوان
- بوستان فدک و باغ پرندگان
- بوستان سماور (یادبود)
- بوستان مادر
- پارک جنگلی شهید بهشتی به مساحت ۶۰ هکتار در شمال شهر بروجرد
- بوستان بهار
- بوستان معلم
- بوستان صفا (صامتیه)
- بوستان وحدت
- باغ خانواده
- پارک اندیشه در جنوب شهرک اندیشه

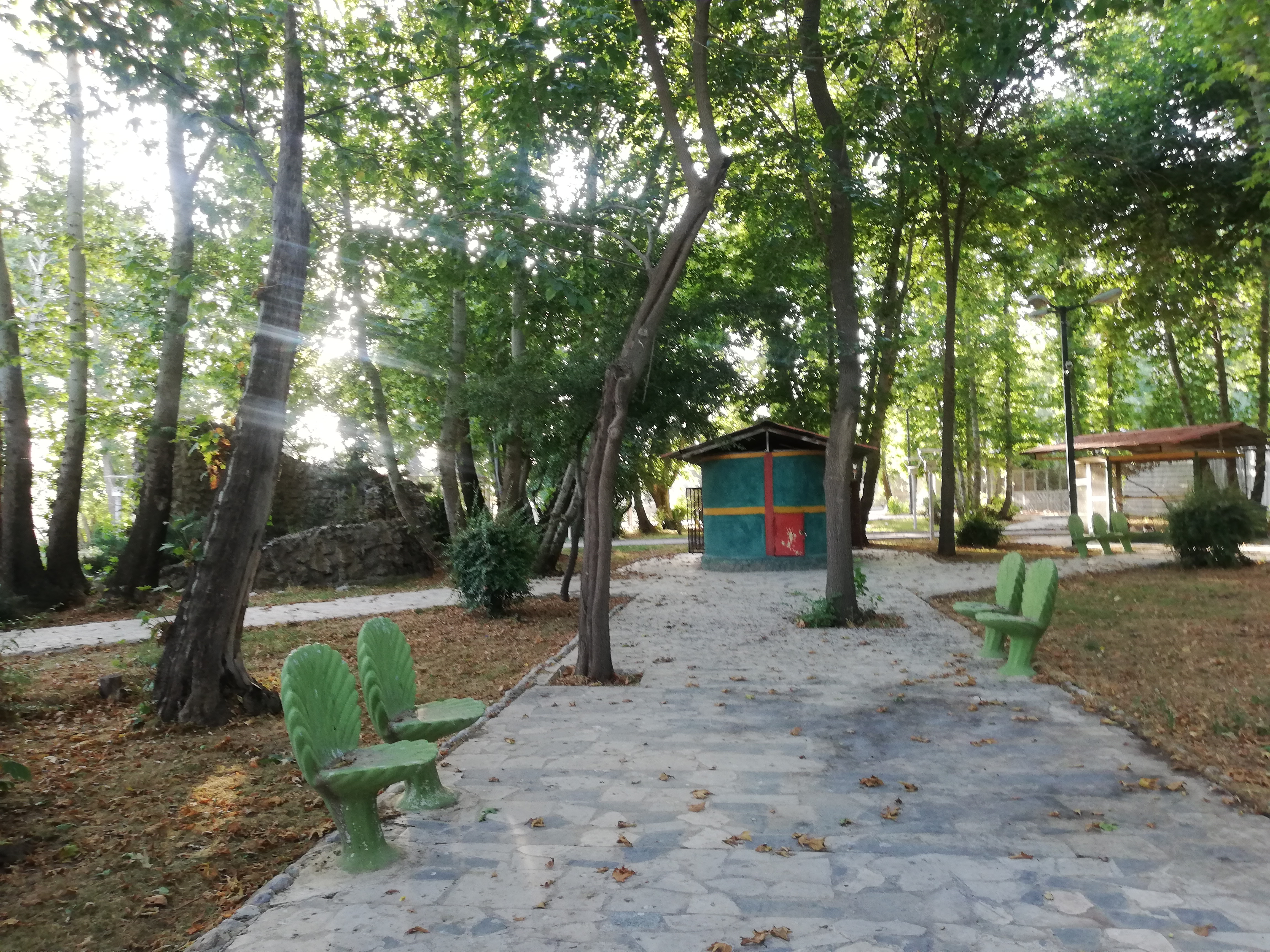
باغ پرندگان
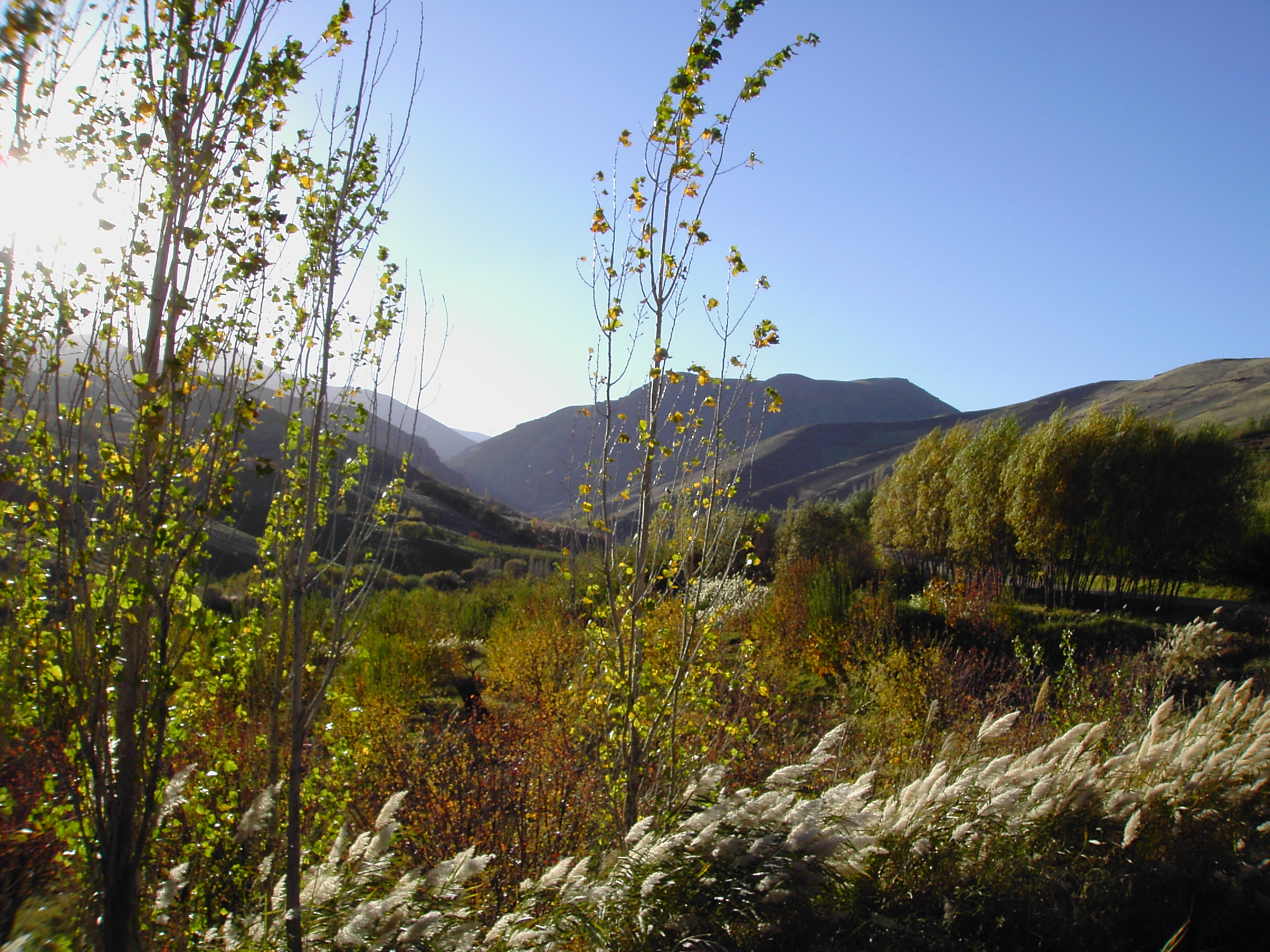
گردشگاه گلدشت
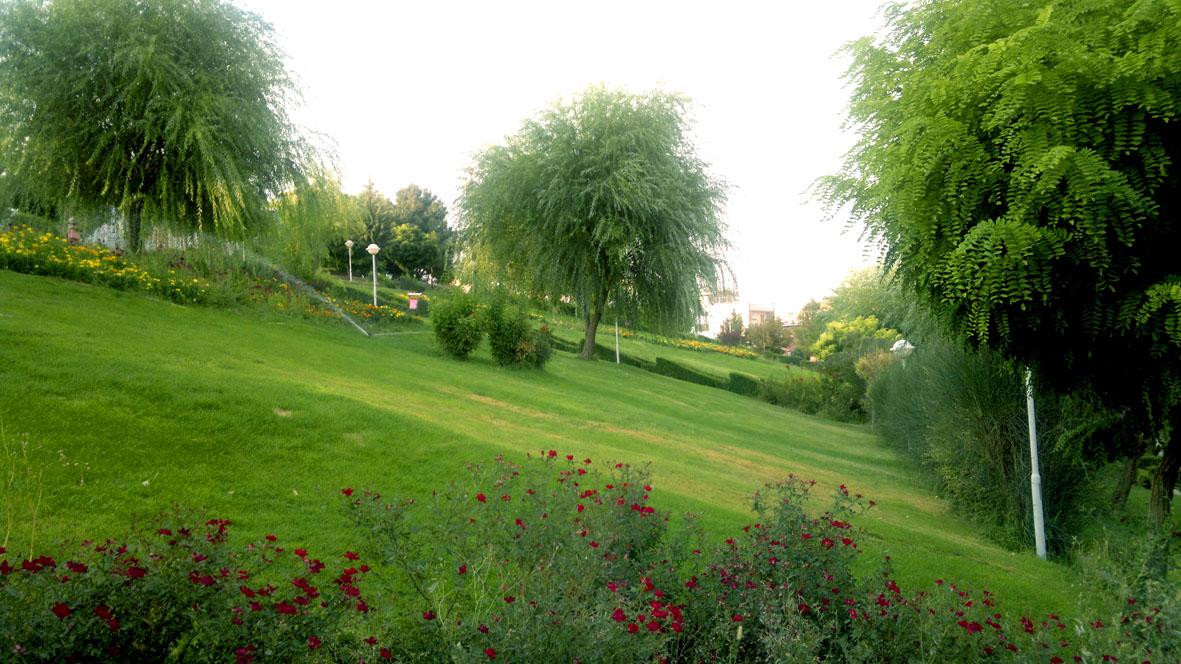
پارک اندیشه
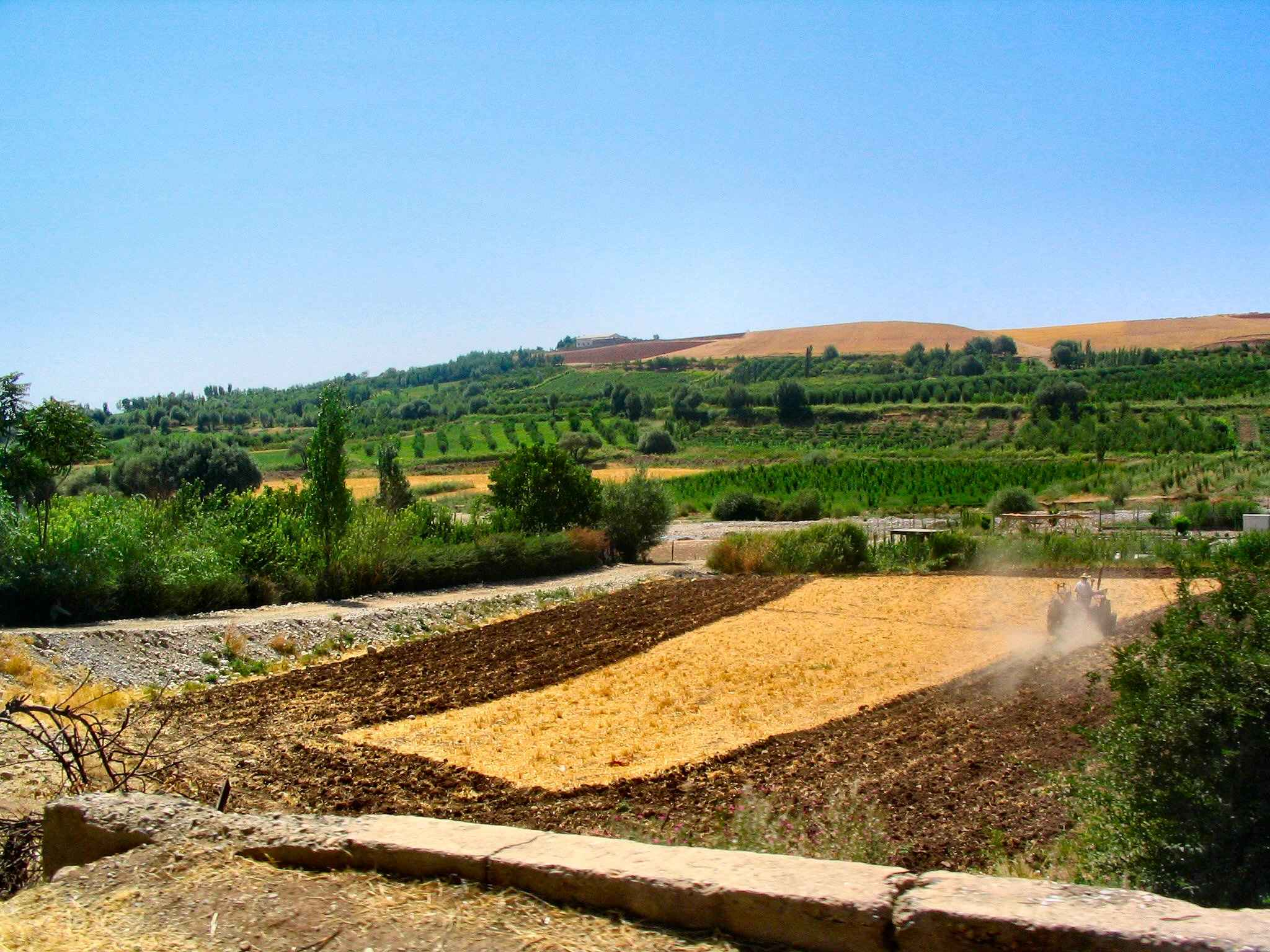
منطقه گلدشت
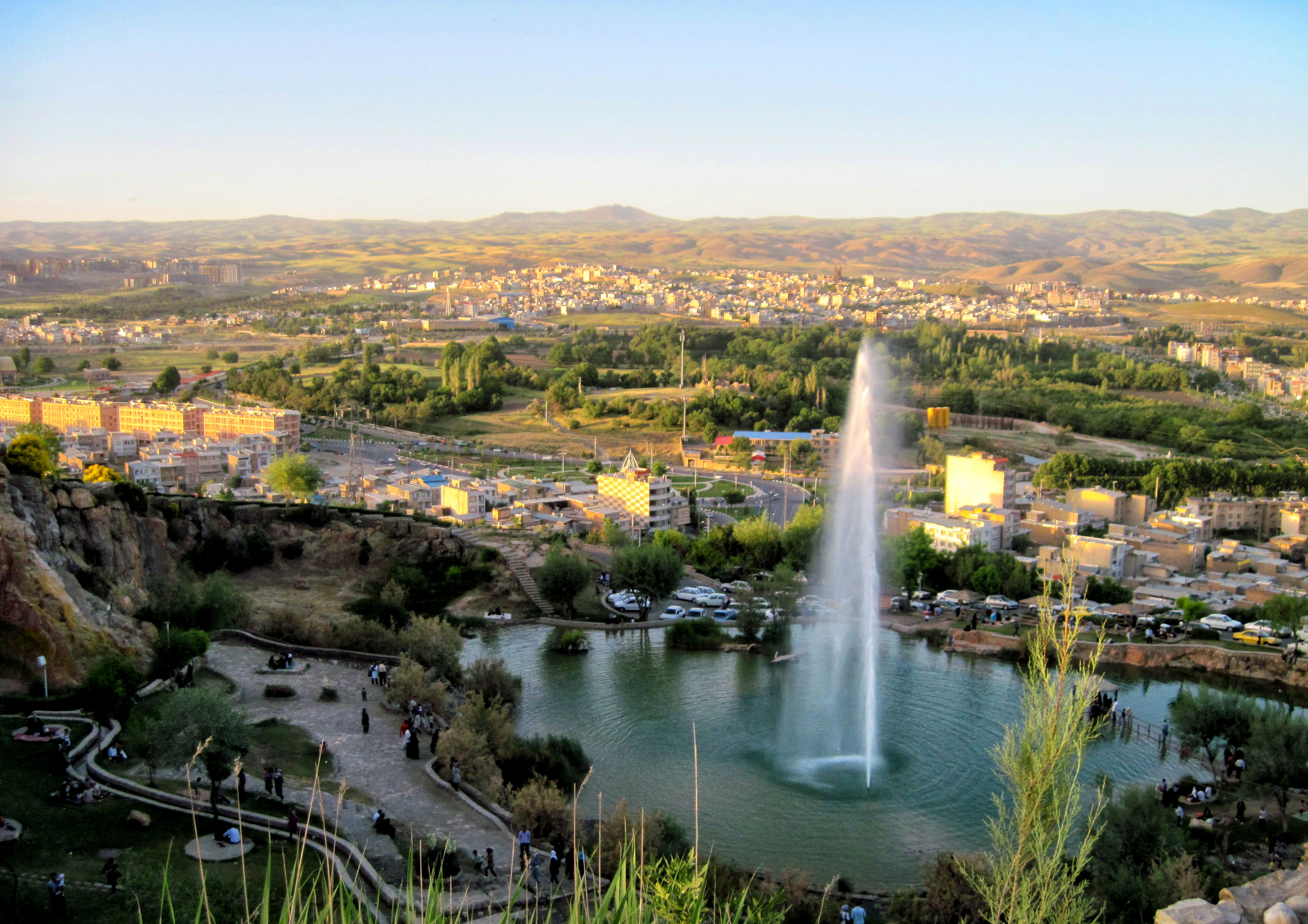
تپه چغا

### صنایع دستی
از جمله صنایع دستی بروجرد قالیبافی و قالیچه بافی است و ورشوسازی آن معروف است. ورشوسازی در دوره قاجاریه در بروجرد گسترش یافته و هنوز هم تعدادی کارگاه قلمزنی ورشو و تولید محصولاتی ورشویی و برنجی در این شهر فعال است. هنر قلمزنی روی ورشو بروجرد در گردشگری به عنوان یک هنر اختصاصی ویژه بروجرد به ثبت ملی رسید. همچنین پرونده ثبت جهانی شهر بروجرد به عنوان مرکز ورشوسازی به یونسکو ارسال شده است. بروجرد از مراکز سنتی قفل سازی در ایران محسوب می‌شود.

### موزه‌ها
موزه مردم‌شناسی بروجرد در خانه فرهنگ این شهر قرار دارد و حاوی صدها شی و سند تاریخی است. همچنین، با توجه به سابقه طولانی آموزش و پرورش در بروجرد، موزه اسناد و مدارک آموزش و پرورش بروجرد در اسفند ۱۳۹۹ در دبیرستان پهلوی افتتاح شد.

### مراکز اقامتی
هتل زاگرس واقع در تپه چغا، هتل استقلال واقع در خیابان بهار، هتل پرشین و یونا واقع در ابتدای گلدشت، هتل هالیس واقع در خیابان شهید بهشتی کوچه بوستان انتهای کوچه و مسافرخانه مقدم از مراکز اقامتی بروجرد هستند.

### غذاهای محلی
آش ورکوآز، آش بنسور، آلبالو پلو، آش ماسوا، آش ترخینه، کوفته هِلو، گُلَه ریزَه، آش سیب، آش بادنجان، آش خیارشنگ (خیار چنبر)، آش آبغوره، آش آلو، گله ریزه و آش عدس از جمله غذاهایی هستند که منحصراً در بروجرد طبخ می‌گردند و گوشت آو (اشکنه بروجردی)، هلیم بروجردی، دلمه برگ مو بروجرد، شامی کباب بروجردی، خورشت قیمه بروجردی علی‌رغم تشابه از نظر اسم، دارای تفاوت‌های بسیاری از نظر دستور پخت و مواد اولیه با هم نامان خود می‌باشند

### نان، شیرینی و تنقلات
کلوچه قندی که اغلب با روغن حیوانی تهیه می‌شود از شیرینی‌ها محبوب شهر بروجرد است. حلوا شکری، حلوا ارده و ارده شیره نیز در کارگاه‌های متعدد در این شهر تولید و عرضه می‌شوند و نیز تولید نقل و آب نبات هم در بروجرد رواج دارد. نان شیرمال، نان کلوا و نان تیری در بروجرد تولید می‌شوند. بستنی بروجرد شهرت دارد و در زمستان نیز گندم-شاهدانه (گندم بریان) به ویژه در شب چله (یلدا) مصرف می‌شود.